# Ingersheim (Neckar)
Ingersheim ist eine Gemeinde im Landkreis Ludwigsburg. Sie gehört zur Region Stuttgart (bis 1992 Region Mittlerer Neckar) und zur europäischen Metropolregion Stuttgart.

## Geographie

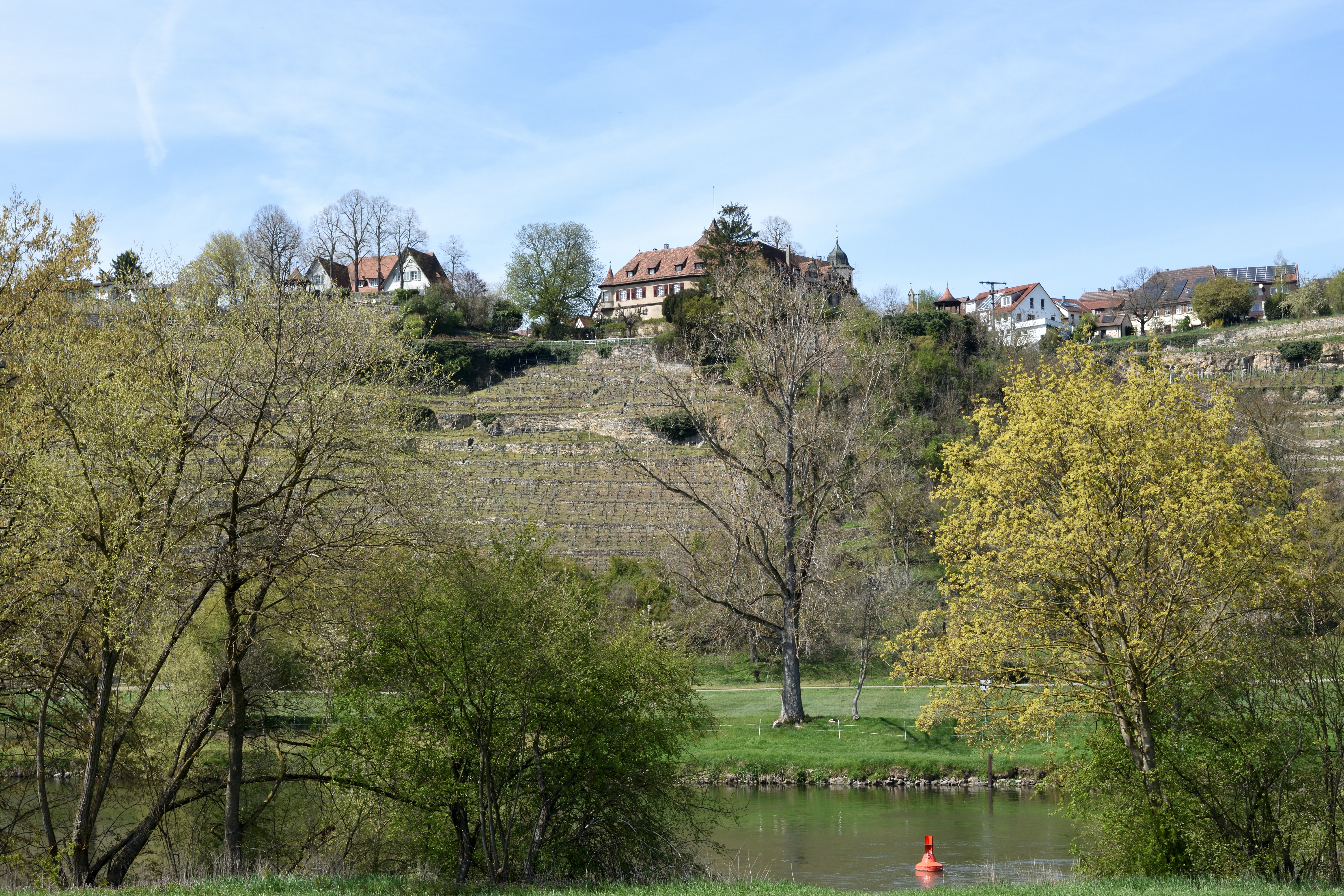
Blick vom gegenüberliegenden Neckarufer nach Kleiningersheim

### Geographische Lage
Ingersheim liegt am westlichen Ufer des Neckars etwa 20 Kilometer (gemessen nach Luftlinie) nördlich von Stuttgart.
Der niedrigste Punkt ist auf 182 m ü. NN am Neckar, der höchste Punkt auf 310 m ü. NN im Gewand Bürkle. Die östliche Gemarkungsgrenze bildet im Wesentlichen der Neckar, im Norden der Saalenwald, im Westen entlang des Bietigheimer Forstes und im Süden der Brandholz.

### Nachbargemeinden
Die Nachbarkommunen von Ingersheim sind reihum die Gemeinden Hessigheim im Norden, Mundelsheim im Nordosten, Pleidelsheim im Osten, sowie die Städte Freiberg am Neckar im Süden, Bietigheim-Bissingen im Westen und Besigheim im Nordwesten. Sie gehören alle ebenfalls dem Landkreis Ludwigsburg an.

### Gemeindegliederung
Ingersheim besteht aus den ehemals selbständigen Gemeinden Großingersheim und Kleiningersheim.
| Wappen Grossingersheim     | - Zur ehemaligen Gemeinde Großingersheim gehört das Dorf Großingersheim, die Wohnplätze Birkenhof, Holderhof, Lerchenhof, Kehrsbachhof, Römerhof und Saalenhof.    | Großingersheim, im Ort (2010)                               |
| Wappen Kleiningersheim.png | - Zur ehemaligen Gemeinde Kleiningersheim gehören das Dorf Kleiningersheim, die Wohnplätze Heckenhof, Sonnenhof und Talhof sowie das Haus Kleiningersheimer Mühle. | Kleiningersheim, Schloß und Kirche von unten gesehen (2011) |

### Flächenaufteilung
Nach Daten des Statistischen Landesamtes, Stand 2014.

## Geschichte

### Frühgeschichtliche Besiedelung

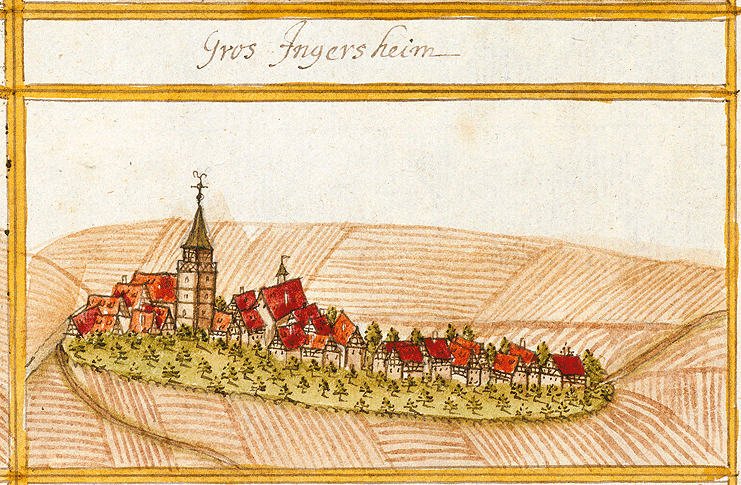
Ortsansicht Grossingersheim (Forstlagerbuch Andreas Kieser 1682)

Nördlich von Großingersheim konnten beim Bau der EPS die allerletzten Reste einer kleinen Gräbergruppe dokumentiert werden. Aufgrund der angetroffenen Beigaben aus drei Gräbern, insbesondere der verzierten Gefäße, ist es möglich, diese der frühjungneolithischen Schussenrieder Gruppe zuzuweisen und damit ins ausgehende 5. vorchristliche Jahrtausend zu datieren. Siedlungsstellen dieser Zeitstufe sind im Bereich der mineralischen Böden Südwestdeutschlands recht selten. Somit stellen die Funde auf der EPS-Trasse eine ausgesprochene Seltenheit dar und liefern – trotz ihres schlechten Erhaltungszustands – ein aufschlussreiches Mosaiksteinchen im Besiedlungsbild der Jungsteinzeit Südwestdeutschlands. Die Toten scheinen, soweit noch feststellbar, in einer leicht angehockten Seitenlage beigesetzt worden zu sein. Neben den erwähnten Tongefäßen mit dem typischen Ritzdekor sind noch einige Gagatperlen als Beigaben zu erwähnen, die im Kopfbereich einer Bestattung geborgen wurden.

### Kelten, Römer und Merowinger

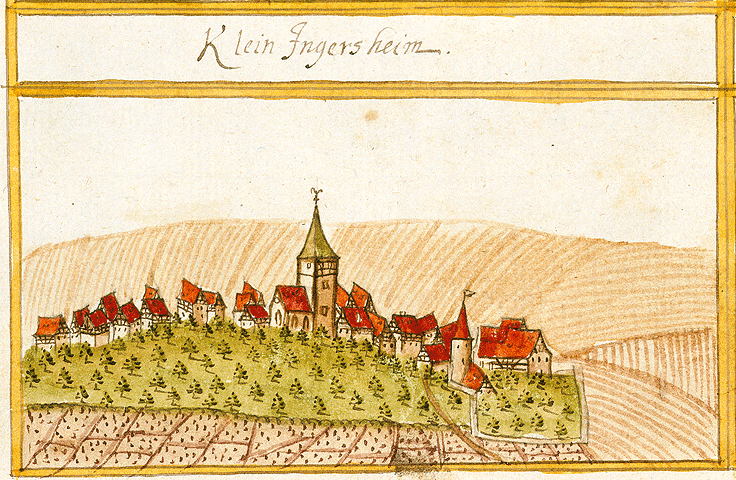
Ortsansicht Kleiningersheim (Forstlagerbuch Andreas Kieser 1682)

Ingersheim im Murrgau um das Jahr 1000

Auf dem Gemeindegebiet gab es weitere archäologische Funde die vor die erste urkundliche Erwähnung Ingersheims datieren:
- Im Acker des Karl Ehmer in Kleiningersheim auf dem Bückle wurde ein abgetragener Grabhügel gefunden. Darin befand sich ein von Steinen eingefasstes Skelett, mit zwei Hallstattzeitlichen Bronzeringen an den Unterarmen und Scherben nahe der Knie.[7]
- Am Holderbrunnen wurde eine römische Niederlassung ausgegraben. Es handelte sich hierbei wohl um eine große Gutshofanlage, deren einzelne Gebäude von einer Hofmauer umschlossen waren.[8]
- Auf dem Sturmfederschen Hof am Südostrand von Großingersheim stieß der damalige Pächter Seitz im Mai 1928 beim Anlegen einer Dunggrube auf ein Grab mit Spatha, Sax, Messer, kleinem Steinmeißel, Bronzenadel mit Öhr und einem Bronzeschilddorn einer Schnalle.[9]
- Im Winter 1993/94 wurden im Vorgriff auf das geplante Baugebiet Holderweg eine im Jahr 1887 durch den Oberförster Fribolin getroffenen Feststellungen zum merowingerzeitlichen Gräberfeld im Gewann Schelmenäcker verifiziert und bestätigt. Demnach befand sich hier der letzte intakte Großfriedhof dieser Zeit am Mittleren Neckar. Daher wurde das 8 ha große Gelände 1995 als Grabungsschutzgebiet ausgewiesen.[10]

### Mittelalter
Ingersheim wurde im Jahre 779 in einer Urkunde des Klosters Lorsch (Lorscher Codex) erstmals urkundlich erwähnt. Ob es sich dabei um Großingersheim oder Kleiningersheim handelte, lässt sich nicht mehr feststellen. Wahrscheinlicher ist Großingersheim. Auf dem Gebiet von Großingersheim deuten archäologische Funde auf eine frühmittelalterliche Siedlung aus der fränkisch-merowingischen Zeit hin. Im frühen Mittelalter war Ingersheim ein Hauptort mit eigenem Gerichtsplatz einer Grafschaft (der späteren Grafen von Calw), die sich über den Enz-, Glems-, Schotzach-, Würm-, Zaber- und Murrgau erstreckte.
Im 8. Jahrhundert erhielt Kloster Fulda hier Besitz, 844 auch Kloster Lorsch, um 1150 das Frauenkloster Zwiefalten, sowie ebenfalls im 12. Jahrhundert Kloster Hirsau und vor 1245 das Stift Backnang.
Grafschaft Ingersheim mit eigenem Gerichtsplatz
Die Grafschaft Ingersheim wird erstmalig 972 in einer Urkunde zwischen Bischof Balderich von Speyer und Diakon Wolvald von Marbach genannt. Otto I. wurde 962 in Rom zum Kaiser gekrönt. Sein Sohn Otto II. ist 955 geboren und wurde 967 mit 12 Jahren zum Mitkaiser seines Vaters gemacht. 972 vermählte er sich in Rom mit der byzantinischen Prinzessin Theophanu. Auf der Reise nach Rom haben Kaiser Otto I. und Otto II. vermutlich in Ingersheim Halt gemacht. Ins Deutsche übersetzt lautet das Ende der Urkunde so: „Diese Abmachung aber ist mit Erlaubnis und Zustimmung des Kaisers Otto und seines Sohnes, des Kaisers Otto, getroffen worden zwischen mir (Balderich) und Wolvald und zwischen meinem Rechtsberater Ruothard und seinem Rechtsberater Sigebald. Und damit das Ganze sicherer und fester sei, habe ich diese erbetene Urkunde abfassen und die Namen der Zeugen dieses Rechtsgeschäfts anführen lassen. Diese Urkunde wurde am 29. Januar 972 in Ingerisheim ausgestellt. Der Rechtsakt wurde in dem Marbach genannten Dorf vollzogen.“
Das Königsdiplom Heinrichs IV Nr. 280 Hirsauer Formular formuliert die Rechte und Pflichten des neu gegründeten und sich im Wiederaufbau befindlichen Klosters Hirsau und die des Stifters Graf Adalbert II. Es enthält zudem die Nennung einer „Grafschaft Ingersheim“. Das Königsdiplom wurde zu Worms am 9. Oktober 1075 ausgestellt und beginnt wie folgt aus dem Lateinischen übersetzt:
„Im Namen der heiligen und unteilbaren Dreifaltigkeit. Heinrich durch göttliche Gnade König. Der Eifer aller jetzigen und auch der zukünftigen Gläubigen der heiligen Kirche Gottes möge erfahren, dass in unserem Reich in der Provinz, die das deutsche Franken heisst, im Bistum Speyer im sogenannten Würmgau in der Grafschaft Ingersheim in einem Wald, der der Schwarze heisst, an einem Fluß namens Nagold ein gewisses Mönchskloster gelegen ist, das Hirsau oder Kloster des heiligen Aurelius genannt wird…“
Aus der Bezeichnung „in der Grafschaft Ingersheim“ kann geschlossen werden, dass Graf Adalbert II, der damalige Schirmherr des Klosters Hirsau, seine Gau-Thingstätte in Ingersheim hatte, also dass der Graf für die zu seinen Amtsbezirk gehörenden Ortschaften in Ingersheim Gericht hielt. Ein Graf Eberhard von Ingersheim wurde auch bereits 1037 im Öhringer Stiftungsbrief erwähnt.
Laut Codex Hirsaugiensis Fol.40a kam ein Gericht in Ingersheim um die Jahre 1105–1120 zusammen. Neben Graf Adalbert IV gab es 19 Abgesandte aus den umliegenden Orten, wie Bietigheim, Hessigheim, Steinheim und Murr. Auf dem mutmaßlichen Gerichtsplatz gibt es eine Sendachbrunnen genannte Quelle, deren Wasser bis heute über den Siegentalgraben in den Neckar abfließt. Diese Quelle mit Brunnen spielte eine besondere Rolle. Ein Hinweis auf den Gerichtsplatz ist zudem das Flurstück Linden, das an den Platz mit dem Sendachbrunnen anschließt, da Graf Adalbert IV und seine Edlen möglicherweise unter den Linden am Sendachbrunnen in Ingersheim Gerichtstag hielten. Der Wortteil „Send“ im Namen der Quelle steht für eine durch Fürsten einberufene Versammlung und „ach“ bezeichnet häufig Büsche und Bäume. Wie lange in Ingersheim die Gerichtsstätte bestehen blieb und wie lange von der Grafschaft Ingersheim gesprochen wurde, ist nicht bekannt. Gegen 1150 hat wahrscheinlich keines von beiden mehr existiert.
Als Erben der Calwer Grafen setzten sich um 1150 in Ingersheim die Markgrafen von Baden fest, diese hatten wichtige Ämter wie Vogt und Marschall von Besigheim inne, es gab verwandtschaftliche Beziehungen zu den Herren von Helfenberg und Schaubeck, sowie mit Priorin Adelheid von Ingersheim zum Kloster Steinheim und Mechthild und Dietrich von Ingersheim die im Nekrolog des Klosters Oberstenfeld erwähnt werden. 1463 trat Kurpfalz in die badischen Rechte ein und ab 1488 gehörte Ingersheim zur Grafschaft Löwenstein. Im Jahre 1504 nahm Ulrich von Württemberg die beiden heutigen Teilorte in Besitz, die seither württembergisch sind.

### Neuzeit
Nach der Gründung des Königreichs Württemberg gehörte Ingersheim noch bis 1810 zum Amt Bietigheim, danach zum Oberamt Besigheim. 1938, im Zuge einer württembergischen Gebietsreform während der NS-Zeit, kamen die 1829 gebildeten Teilorte Groß- und Kleiningersheim zum Landkreis Ludwigsburg.
Im Zweiten Weltkrieg wurde Großingersheim bei einem Bombenangriff am 16. Dezember 1944 erheblich zerstört und am 21. April 1945 zunächst von französischen Truppen besetzt. Nach dem Krieg wurde der Ort dann jedoch Teil der Amerikanischen Besatzungszone und gehörte somit zum neu gegründeten Land Württemberg-Baden, das 1952 im jetzigen Bundesland Baden-Württemberg aufging.
Das heutige Ingersheim wurde am 1. Januar 1972 aus den beiden bis dahin selbstständigen Gemeinden Großingersheim und Kleiningersheim gebildet. Die erst 1829 erfolgte Trennung der beiden „Ingersheims“ wurde damit wieder rückgängig gemacht.

### Einwohnerentwicklung
Einwohnerzahlen nach dem jeweiligen Gebietsstand. Die Zahlen sind Volkszählungsergebnisse (¹) oder amtliche Fortschreibungen des Statistischen Landesamtes Baden-Württemberg (nur Hauptwohnsitze).
| Jahr                | Einwohner |
| ------------------- | --------- |
| 1. Dezember 1871¹   | 1.698     |
| 1. Dezember 1880¹   | 1.707     |
| 1. Dezember 1890¹   | 1.631     |
| 1. Dezember 1900¹   | 1.601     |
| 1. Dezember 1910¹   | 1.622     |
| 16. Juni 1925¹      | 1.710     |
| 16. Juni 1933¹      | 1.775     |
| 17. Mai 1939¹       | 1.758     |
| 13. September 1950¹ | 2.361     |

| Jahr              | Einwohner |
| ----------------- | --------- |
| 6. Juni 1961¹     | 2.935     |
| 27. Mai 1970¹     | 3.882     |
| 31. Dezember 1980 | 4.975     |
| 25. Mai 1987¹     | 5.074     |
| 31. Dezember 1990 | 5.141     |
| 31. Dezember 1995 | 5.378     |
| 31. Dezember 2000 | 5.899     |
| 31. Dezember 2005 | 6.025     |
| 31. Dezember 2010 | 6.023     |
| 31. Dezember 2015 | 6.193     |
| 31. Dezember 2020 | 6.404     |

## Religionen
Seit der Reformation ist Ingersheim vorwiegend protestantisch geprägt. Auch heute gibt es in beiden Ortsteilen je eine evangelische Kirchengemeinde.
Die Katholiken gehören zur römisch-katholischen Seelsorgeeinheit Freiberg-Pleidelsheim-Ingersheim mit Pfarrbüros in Freiberg und Pleidelsheim.
In Ingersheim gibt es eine evangelisch-methodistische Gemeinde mit einer kleinen Kapelle, die Kirche befindet sich in Bietigheim-Bissingen.

Auch die neuapostolische Kirche hat in Ingersheim eine eigene Gemeinde. Im Jahre 1981 wurden die bis dahin selbstständigen Kirchengemeinden der beiden Ortsteile in einer neuen Kirche in Großingersheim vereinigt.

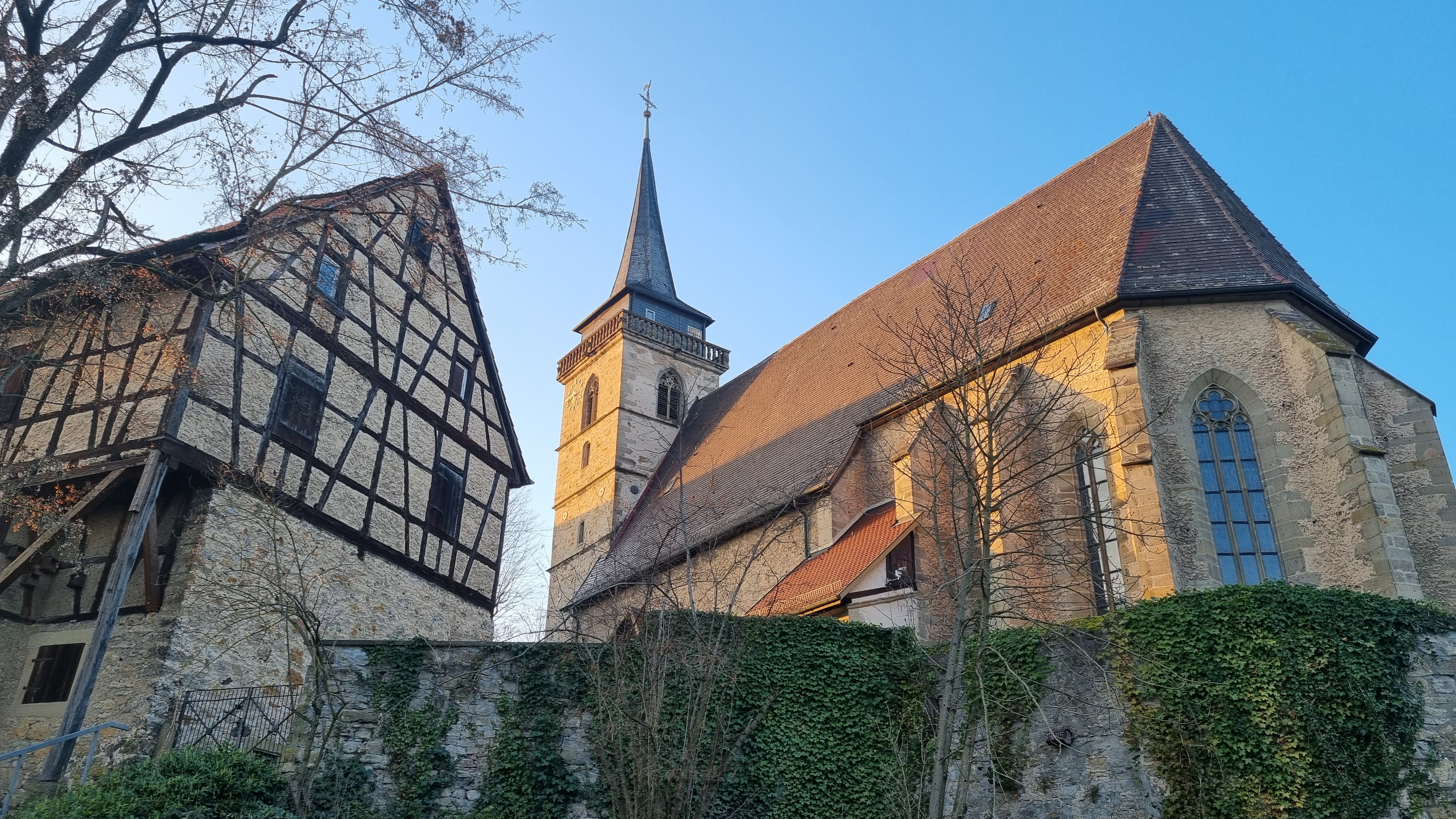
Evangelische Kirche Großingersheim
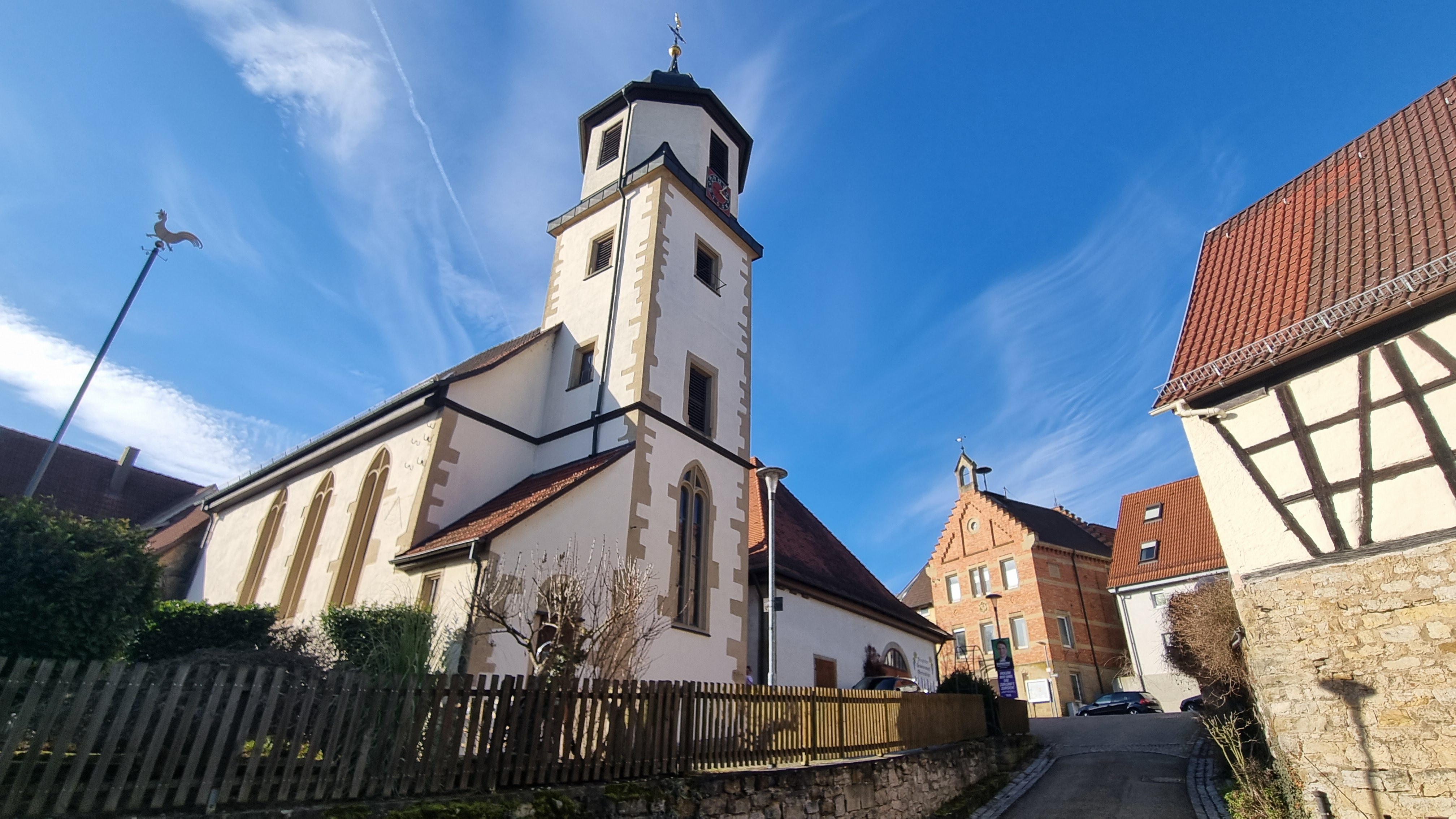
Evangelische Kirche Kleiningersheim
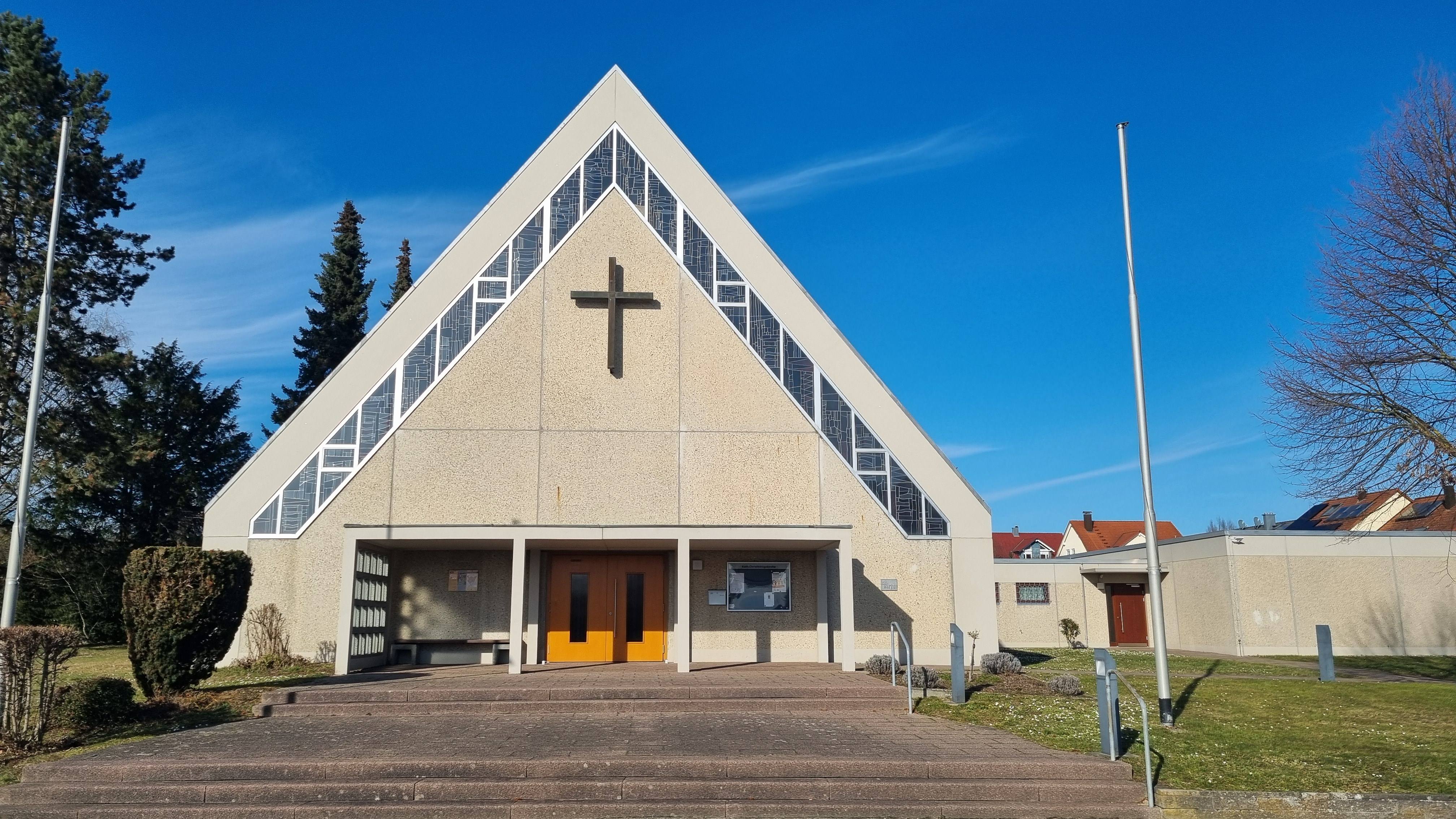
Katholische Kirche
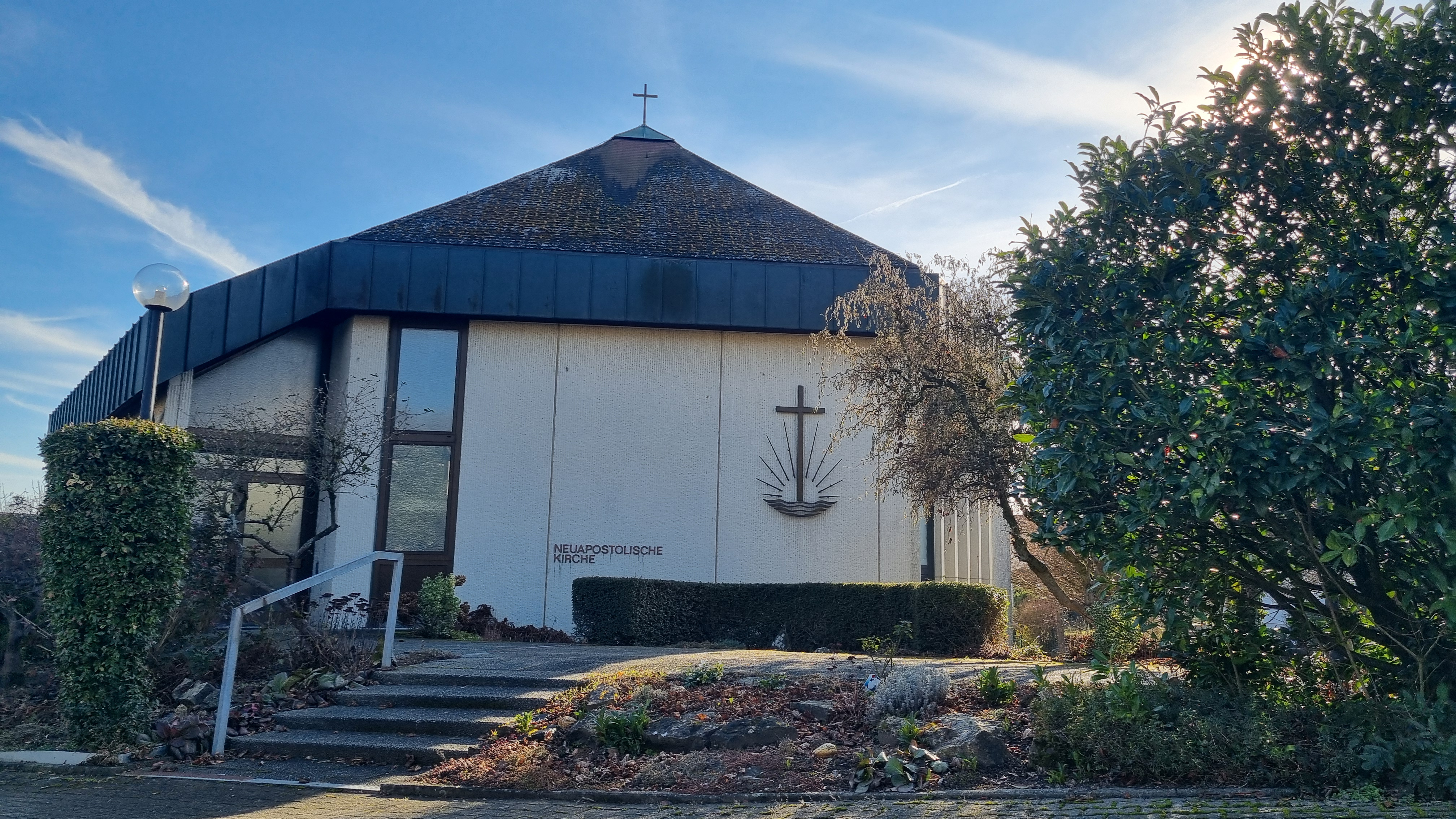
Neuapostolische Kirche
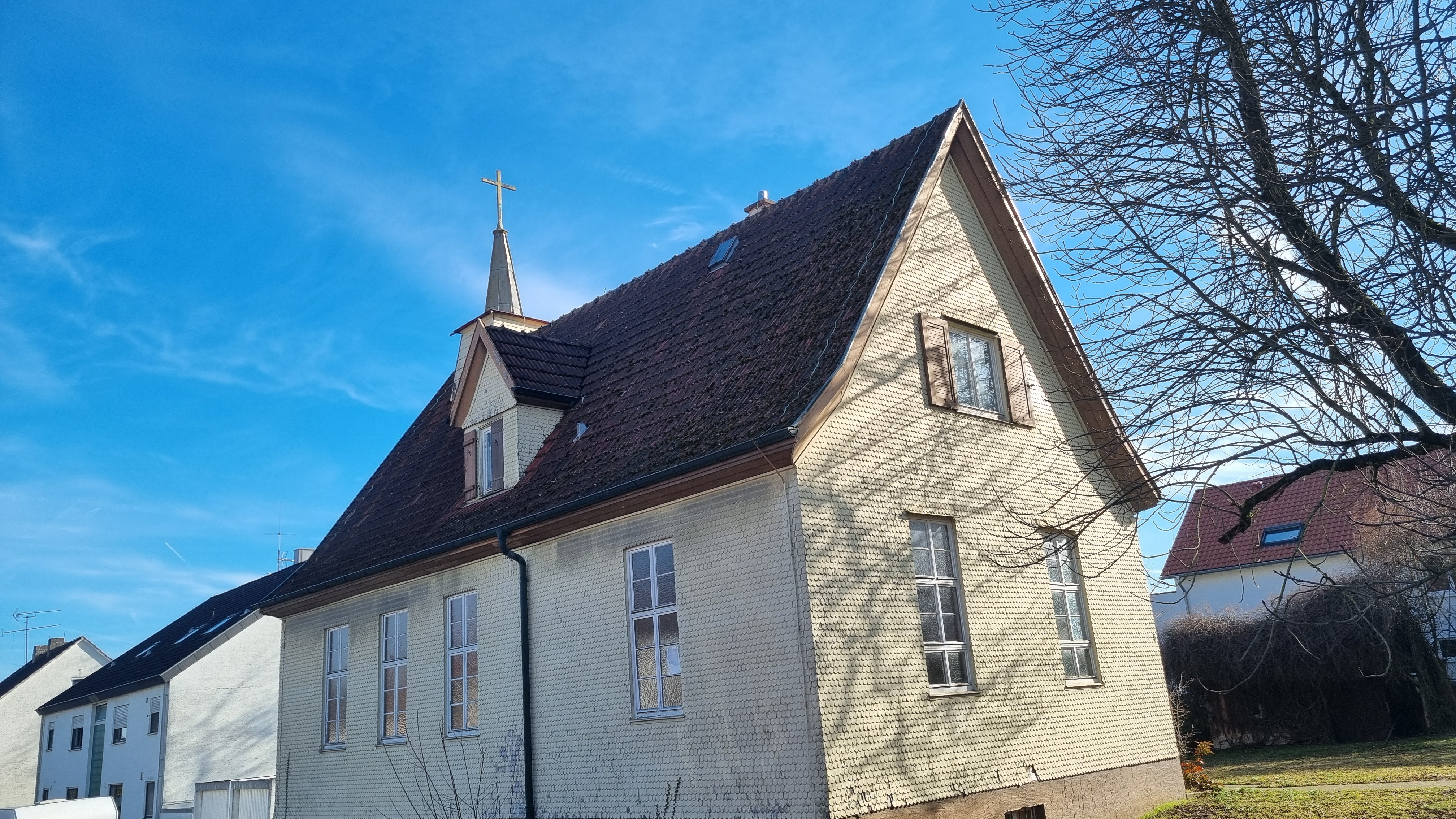
Evangelisch-Methodistische Kapelle

## Politik

### Gemeinderat
Der Gemeinderat in Ingersheim hat 18 Mitglieder. Die Kommunalwahl am 9. Juni 2024 führte zu folgendem Ergebnis: Der Gemeinderat besteht aus den gewählten ehrenamtlichen Gemeinderäten und der Bürgermeisterin als Vorsitzende. Die Bürgermeisterin ist im Gemeinderat stimmberechtigt.

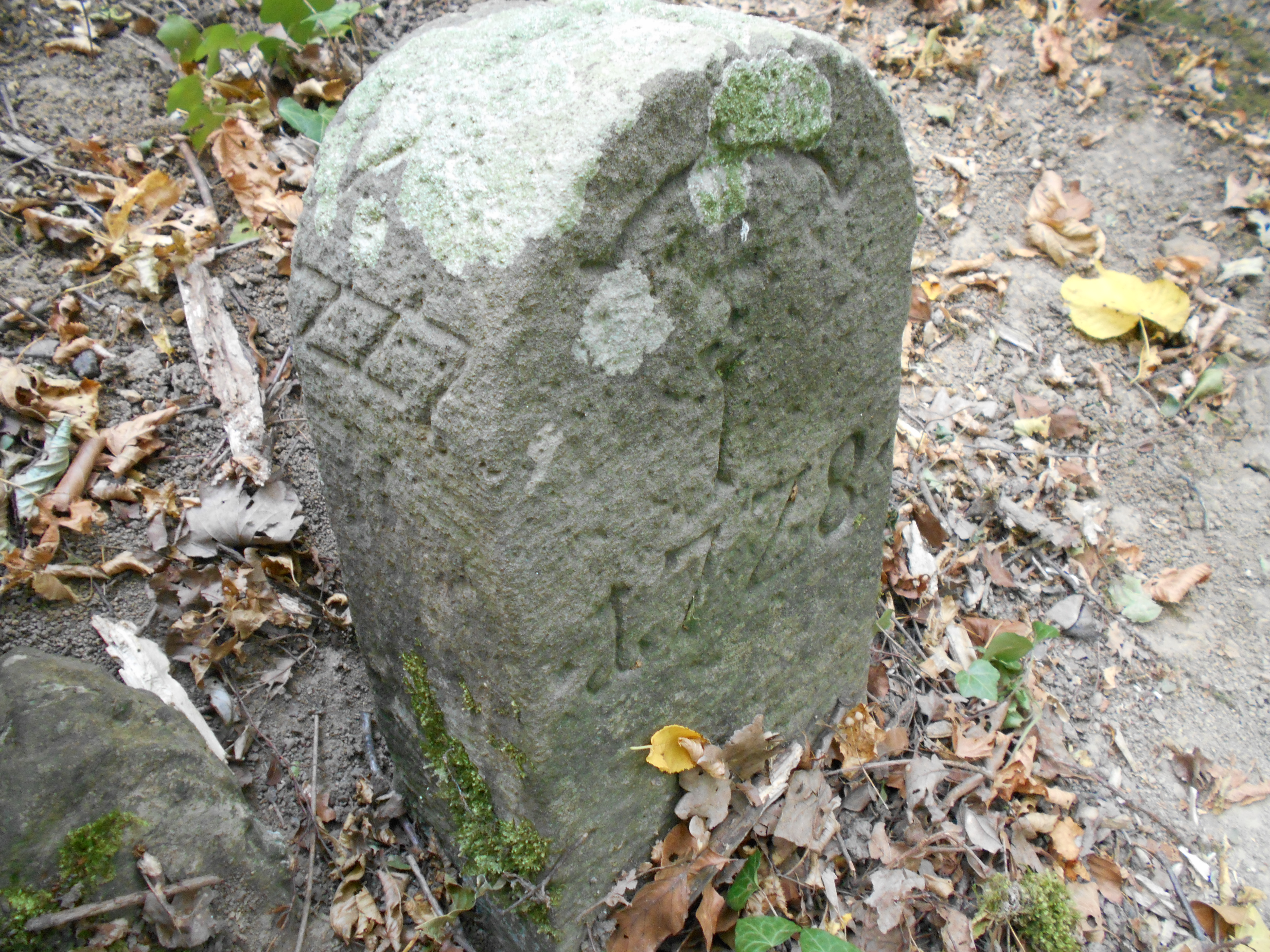
Eine der ältesten Ankerabbildungen auf einem Grenzstein von 1728.

| Parteien und Wählergemeinschaften | Parteien und Wählergemeinschaften                               | % 2024  | Sitze 2024 | % 2019  | Sitze 2019 | Kommunalwahl 2024 %403020100 38,93 %22,52 %21,19 %9,62 %7,73 %n. k. % FWSPD-FBCDUFDPMiTWIRGewinne und Verlusteim Vergleich zu 2019 %p 6 4 2 0 −2 −4 −6 −8−10−12+4,04 %p−0,41 %p+4,28 %p+3,94 %p−0,40 %p−11,46 %pFWSPD-FBCDUFDPMiTWIR |
| FW                                | Freie Wählergemeinschaft Ingersheim                             | 38,93   | 7          | 34,89   | 6          | Kommunalwahl 2024 %403020100 38,93 %22,52 %21,19 %9,62 %7,73 %n. k. % FWSPD-FBCDUFDPMiTWIRGewinne und Verlusteim Vergleich zu 2019 %p 6 4 2 0 −2 −4 −6 −8−10−12+4,04 %p−0,41 %p+4,28 %p+3,94 %p−0,40 %p−11,46 %pFWSPD-FBCDUFDPMiTWIR |
| SPD-FB                            | Sozialdemokratische Partei Deutschlands-Fortschrittliche Bürger | 22,52   | 4          | 22,93   | 4          | Kommunalwahl 2024 %403020100 38,93 %22,52 %21,19 %9,62 %7,73 %n. k. % FWSPD-FBCDUFDPMiTWIRGewinne und Verlusteim Vergleich zu 2019 %p 6 4 2 0 −2 −4 −6 −8−10−12+4,04 %p−0,41 %p+4,28 %p+3,94 %p−0,40 %p−11,46 %pFWSPD-FBCDUFDPMiTWIR |
| CDU                               | Christlich Demokratische Union Deutschlands                     | 21.19   | 4          | 16.91   | 3          | Kommunalwahl 2024 %403020100 38,93 %22,52 %21,19 %9,62 %7,73 %n. k. % FWSPD-FBCDUFDPMiTWIRGewinne und Verlusteim Vergleich zu 2019 %p 6 4 2 0 −2 −4 −6 −8−10−12+4,04 %p−0,41 %p+4,28 %p+3,94 %p−0,40 %p−11,46 %pFWSPD-FBCDUFDPMiTWIR |
| FDP                               | Freie Demokratische Partei                                      | 9,62    | 2          | 5,68    | 1          | Kommunalwahl 2024 %403020100 38,93 %22,52 %21,19 %9,62 %7,73 %n. k. % FWSPD-FBCDUFDPMiTWIRGewinne und Verlusteim Vergleich zu 2019 %p 6 4 2 0 −2 −4 −6 −8−10−12+4,04 %p−0,41 %p+4,28 %p+3,94 %p−0,40 %p−11,46 %pFWSPD-FBCDUFDPMiTWIR |
| MiT                               | MiTreden – MiTmachen – MiTgestalten                             | 7,73    | 1          | 8,12    | 2          | Kommunalwahl 2024 %403020100 38,93 %22,52 %21,19 %9,62 %7,73 %n. k. % FWSPD-FBCDUFDPMiTWIRGewinne und Verlusteim Vergleich zu 2019 %p 6 4 2 0 −2 −4 −6 −8−10−12+4,04 %p−0,41 %p+4,28 %p+3,94 %p−0,40 %p−11,46 %pFWSPD-FBCDUFDPMiTWIR |
| WIR                               | WIR – Bürger für Ingersheim                                     | —       | —          | 11,46   | 2          | Kommunalwahl 2024 %403020100 38,93 %22,52 %21,19 %9,62 %7,73 %n. k. % FWSPD-FBCDUFDPMiTWIRGewinne und Verlusteim Vergleich zu 2019 %p 6 4 2 0 −2 −4 −6 −8−10−12+4,04 %p−0,41 %p+4,28 %p+3,94 %p−0,40 %p−11,46 %pFWSPD-FBCDUFDPMiTWIR |
| gesamt                            | gesamt                                                          | 100,0   | 18         | 100,0   | 18         | Kommunalwahl 2024 %403020100 38,93 %22,52 %21,19 %9,62 %7,73 %n. k. % FWSPD-FBCDUFDPMiTWIRGewinne und Verlusteim Vergleich zu 2019 %p 6 4 2 0 −2 −4 −6 −8−10−12+4,04 %p−0,41 %p+4,28 %p+3,94 %p−0,40 %p−11,46 %pFWSPD-FBCDUFDPMiTWIR |
| Wahlbeteiligung                   | Wahlbeteiligung                                                 | 64,89 % | 64,89 %    | 61,93 % | 61,93 %    | Kommunalwahl 2024 %403020100 38,93 %22,52 %21,19 %9,62 %7,73 %n. k. % FWSPD-FBCDUFDPMiTWIRGewinne und Verlusteim Vergleich zu 2019 %p 6 4 2 0 −2 −4 −6 −8−10−12+4,04 %p−0,41 %p+4,28 %p+3,94 %p−0,40 %p−11,46 %pFWSPD-FBCDUFDPMiTWIR |

### Bürgermeister
- 1877–1909: Carl Moeßinger
- 1909–1945: Robert Sieber
- 1945–1964: Karl Braun (SPD)
- 1964–1996: Martin Maier
- 1996–2020: Volker Godel (FDP)
- seit Mai 2020: Simone Lehnert

### Wappen
Das Gemeindewappen zeigt in Rot einen silbernen Anker mit silbernem Tau. Die Gemeindeflagge ist weiß-rot. Wappen und Flagge wurden der Gemeinde am 18. Dezember 1972 verliehen.
Der Anker ist seit dem 18. Jahrhundert als Marksteinzeichen beider Orte nachgewiesen, die bereits bis 1829 eine gemeinsame Gemeinde bildeten. Er weist auf die Neckarschifffahrt hin. Später war das Großingersheimer Wappen „In Gold ein blauer Anker mit blauem Tau“, das Kleiningersheimer „In Rot ein silberner Anker.“ Kleiningersheim wurde zudem am 11. Juni 1955 eine Gemeindeflagge in den Farben Weiß-Rot verliehen. Nach dem erneuten Zusammenschluss von Groß- und Kleiningersheim im Jahre 1972 wurden die Großingersheimer Form des Ankers und die Farben von Kleiningersheim angenommen.
Wappen der Ortsteile

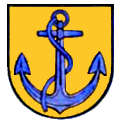
Großingersheim
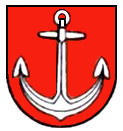
Kleiningersheim

### Partnerschaften
Partnergemeinde ist seit 1999 die gleichnamige französische Gemeinde Ingersheim im Elsass.

## Kultur und Sehenswürdigkeiten

### Bauwerke
Altes Rathaus Großingersheim
Das alte Rathaus ist ein ehemaliger Pfleghof des Frauenklosters Pforzheim. Er wurde 1570 von der Gemeinde übernommen und zum Rathaus ausgebaut. Das Haus wurde mehrfach umgebaut, zuletzt 1958. 1995/96 wurde es durch einen Neubau als Hauptsitz der Verwaltung ersetzt. Heute ist im alten Rathaus u. a. das Gemeindearchiv untergebracht.
Martinskirche Großingersheim
Die Martinskirche ist eine ehemalige Wehrkirche, die von einer hohen Mauer umgeben war. Diese wurde weitgehend entfernt. Sichtbare Wehrelemente sind im Turm und der ehemaligen Mantelmauer erhalten. Die unteren Turmstockwerke und die Südwand stammen aus dem 12. Jahrhundert. Der spätgotische Chor wurde um 1460 errichtet. Im Chor wurden bei einer Renovierung 1961/62 bedeutende Wandmalereien freigelegt, darunter eine monumentale Figurengruppe an der Nordwand, eine Evangelistengruppe im Kreuzgewölbe und ein großes Wandgemälde an der Südwand. Eine Besonderheit ist der in seiner Art einmalige Emporenaufgang aus Maßwerk an der Außenseite der Kirche.
Kelter Großingersheim
Die Kelter in Großingersheim diente lange ihrem ursprünglichen Zweck und wurde zunächst von badischer, dann von württembergischer Herrschaft unterhalten. 1619 wurde die Kelter erweitert, ein Zeichen für den Wohlstand der Bürger.
Georgskirche Kleiningersheim
Die Georgskirche wurde im Jahre 1601 unter der Leitung des Stuttgarter Baumeisters Hans Braun, einem Mitarbeiter Heinrich Schickhards, erbaut. In den Kriegswirren des 17. Jahrhunderts wurden das Kircheninnere zerstört und wertvolle Gegenstände geraubt. Besonders sehenswert ist die achteckige Glockenstube.
Schloss Kleiningersheim
Im 16. Jahrhundert in unmittelbarer Nähe einer verfallenen Burg von Ritter Caspar Nothaft im Renaissance-Stil erbaut. Im Innenhof werden im Sommer Konzerte veranstaltet. Das Schloss ist einer der Drehorte der SWR-Serie Die Kirche bleibt im Dorf.
Kleiningersheimer Mühle
Die Mühle lässt sich bis ins 14. Jahrhundert zurückverfolgen und befindet sich direkt unterhalb des Schlosses. Sie wurde im Laufe der Jahrhunderte mehrmals zerstört und wieder aufgebaut. 1968 wurde der Mühlbetrieb eingestellt.
Kelter Kleiningersheim
Die Kelter in Kleiningersheim stammt aus dem 18. Jahrhundert, 2002 hat man die letzten Trauben in der Kleiningersheimer Kelter zu Wein verarbeitet.
Bilder

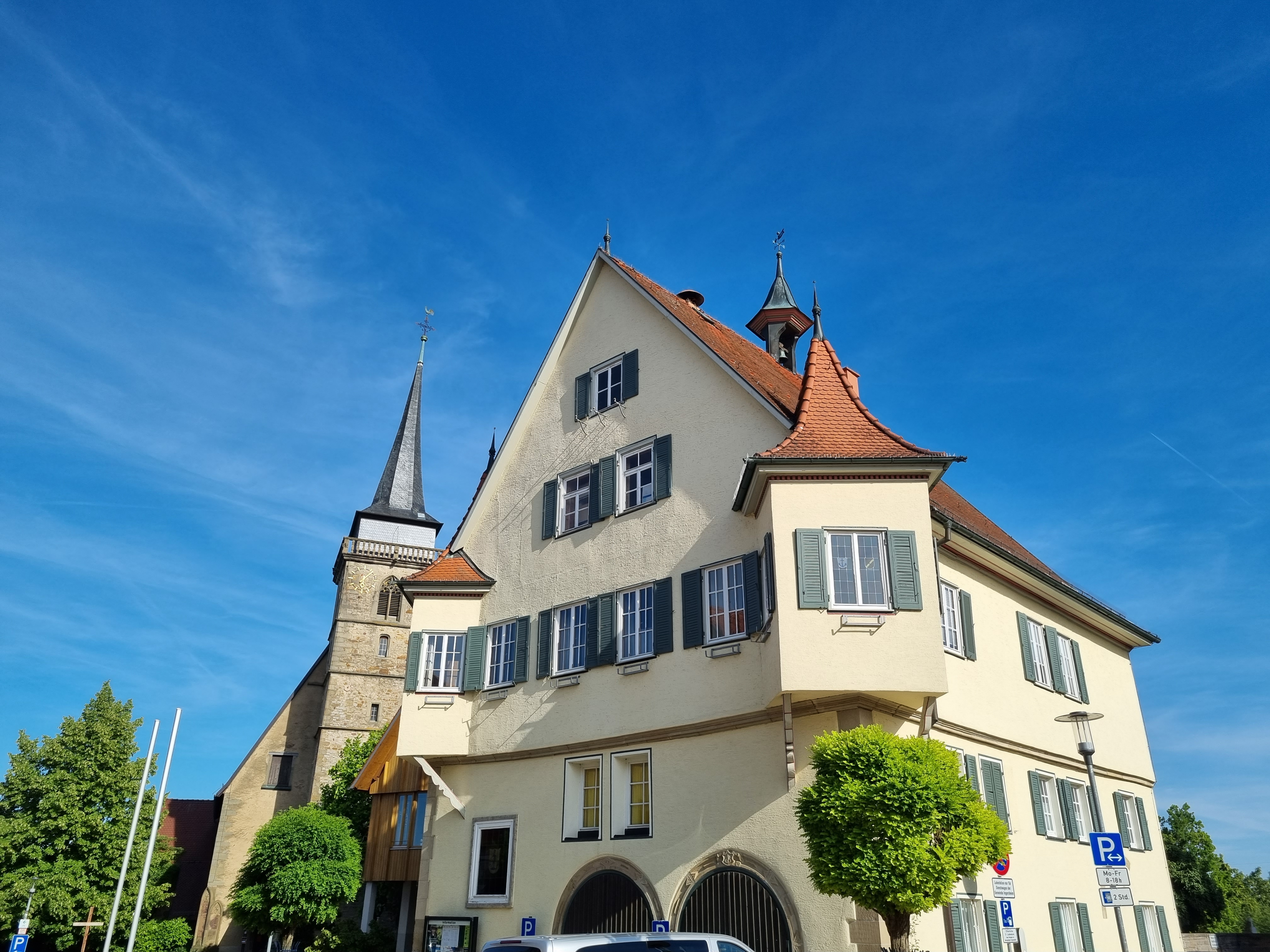
Altes Rathaus Großingersheim
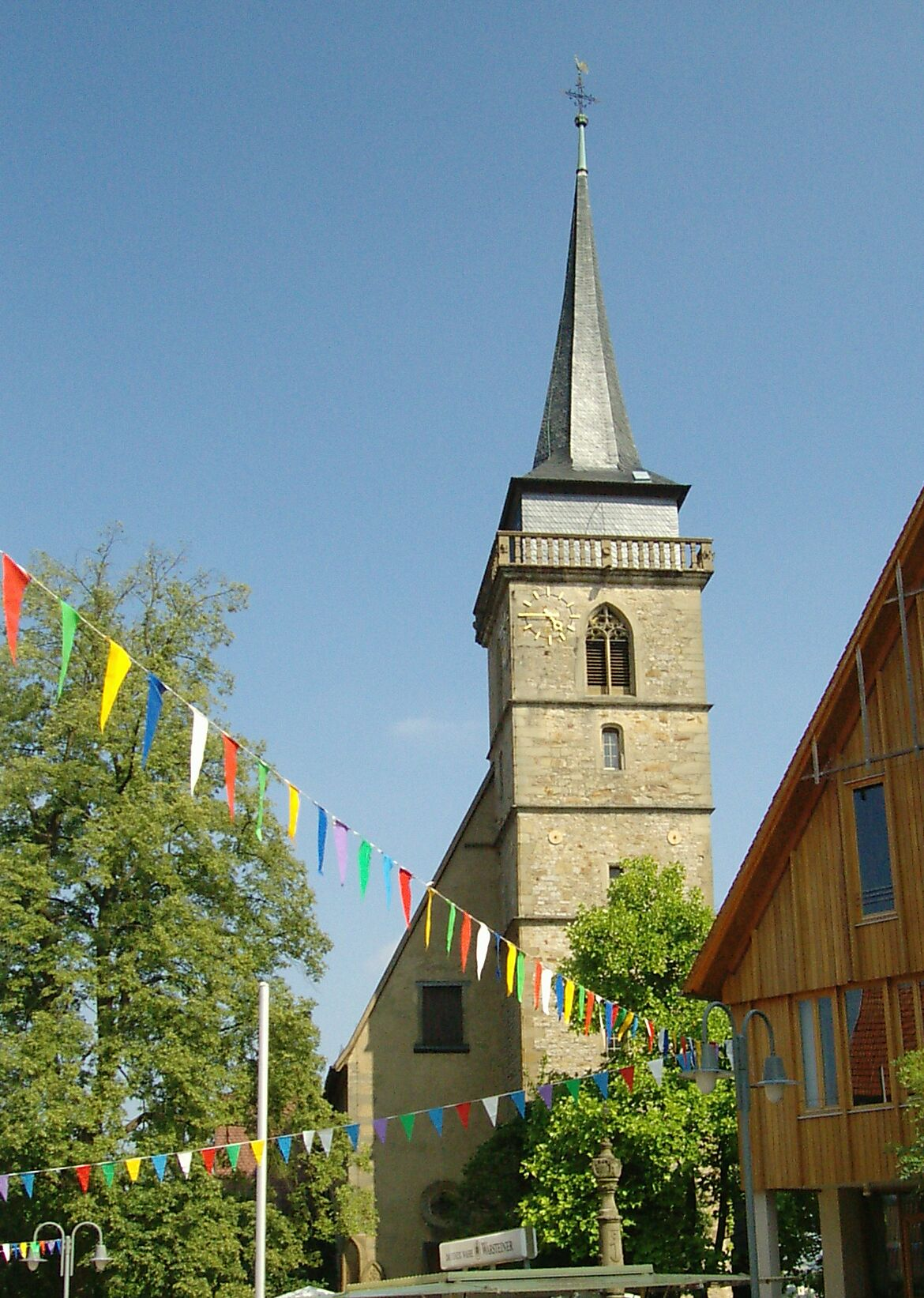
Martinskirche Großingersheim
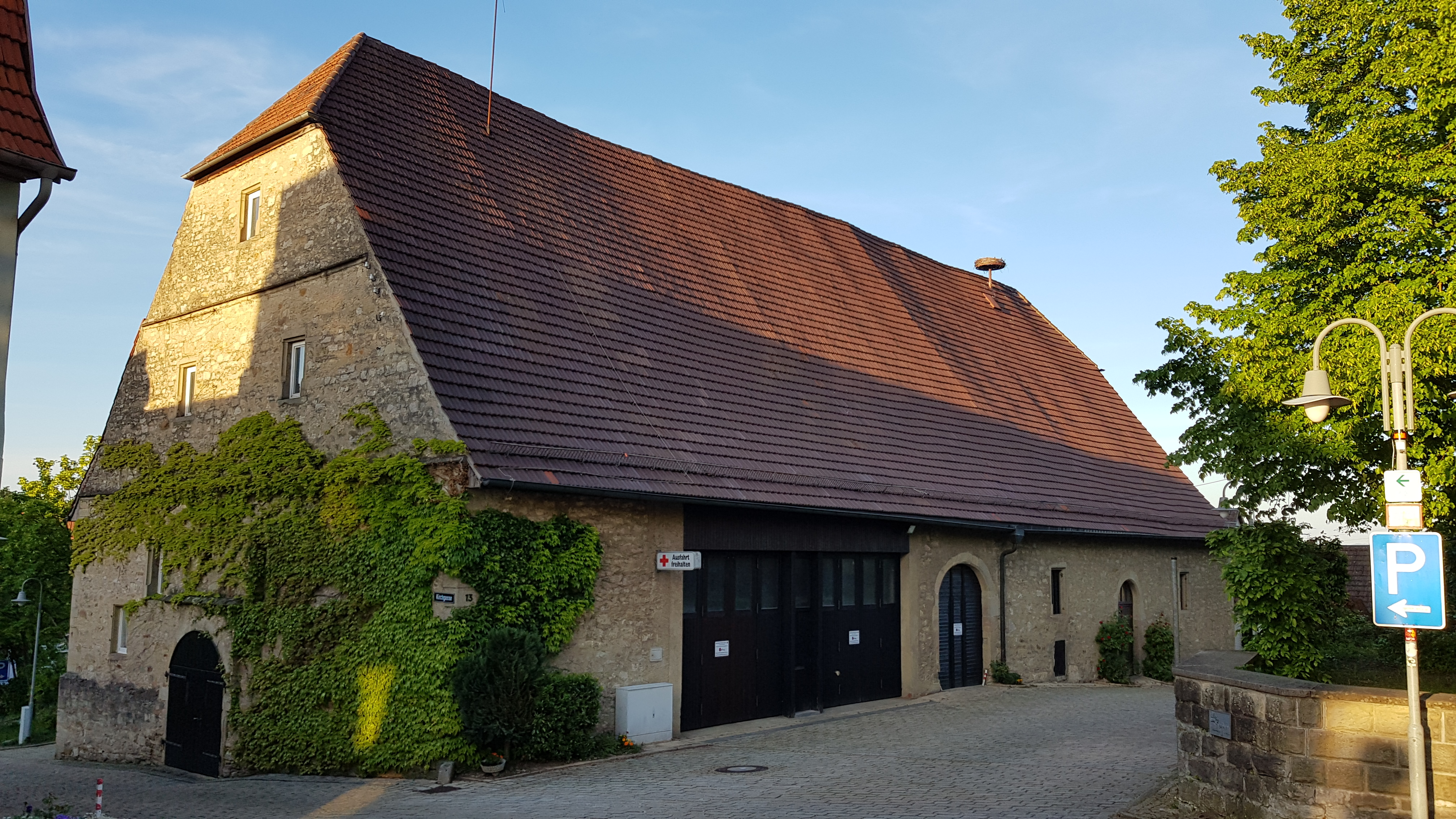
Kelter Großingersheim
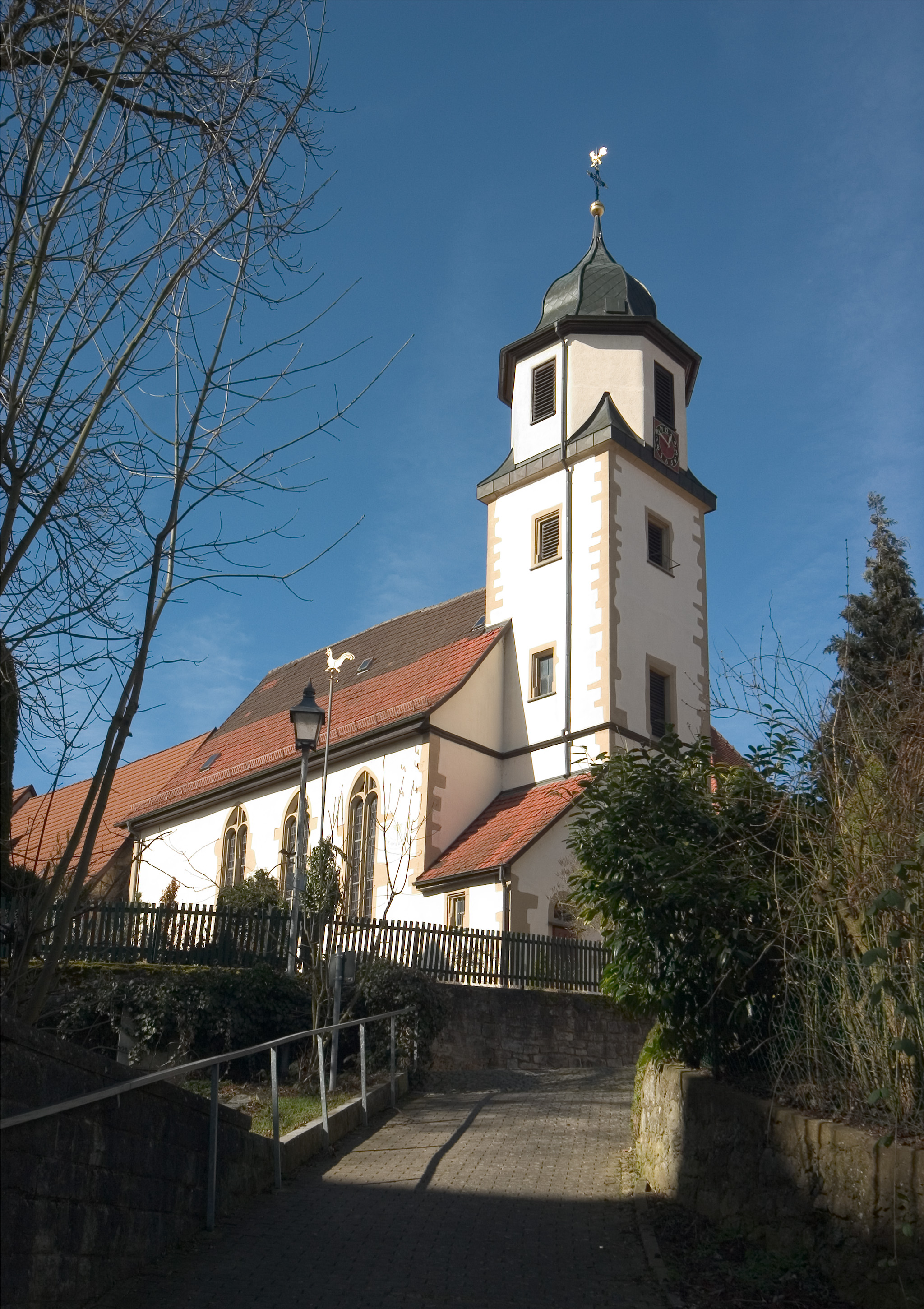
Georgskirche Kleiningersheim
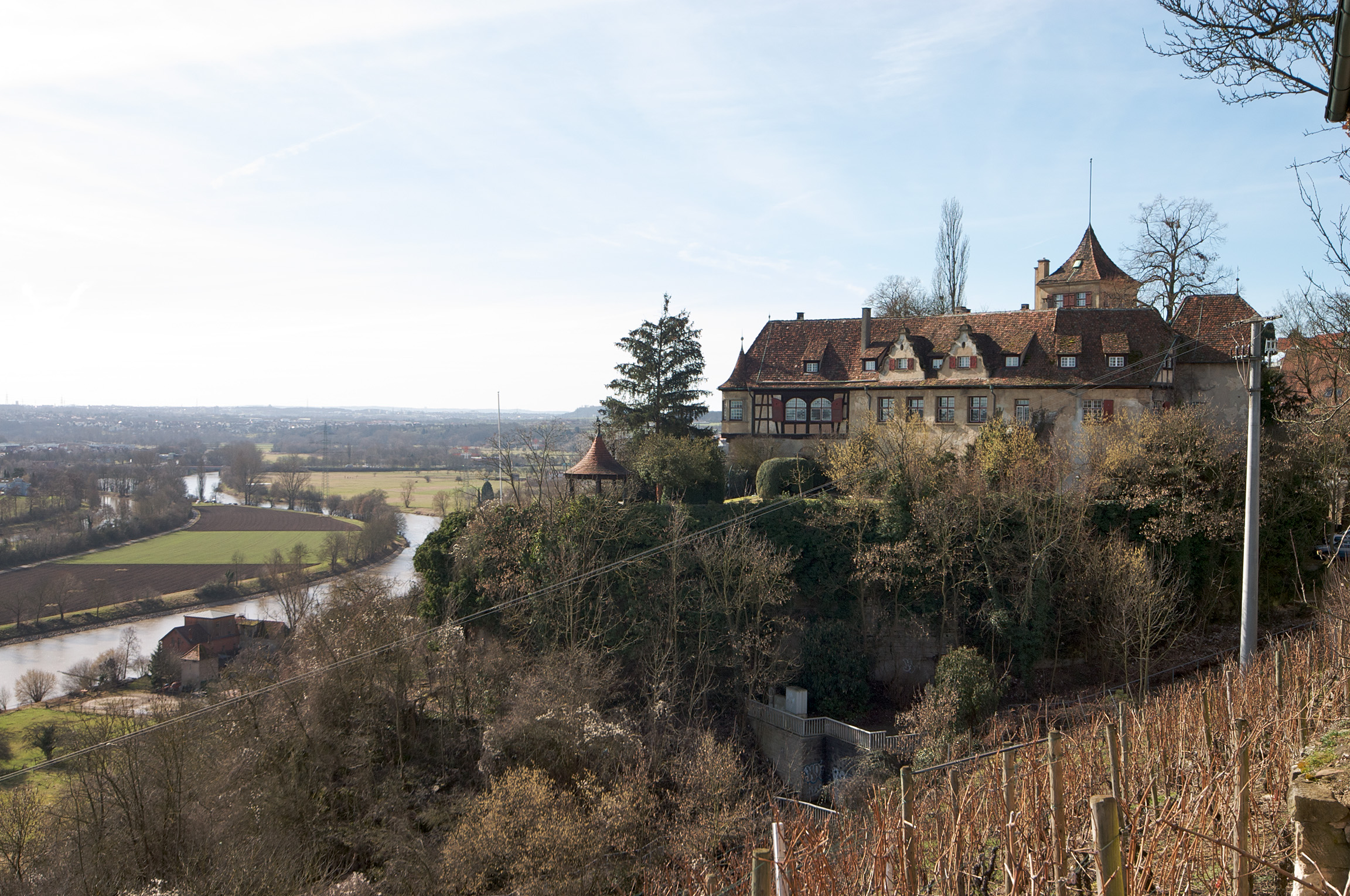
Das Kleiningersheimer Schloss (16. Jahrhundert), erbaut neben einer älteren Burg
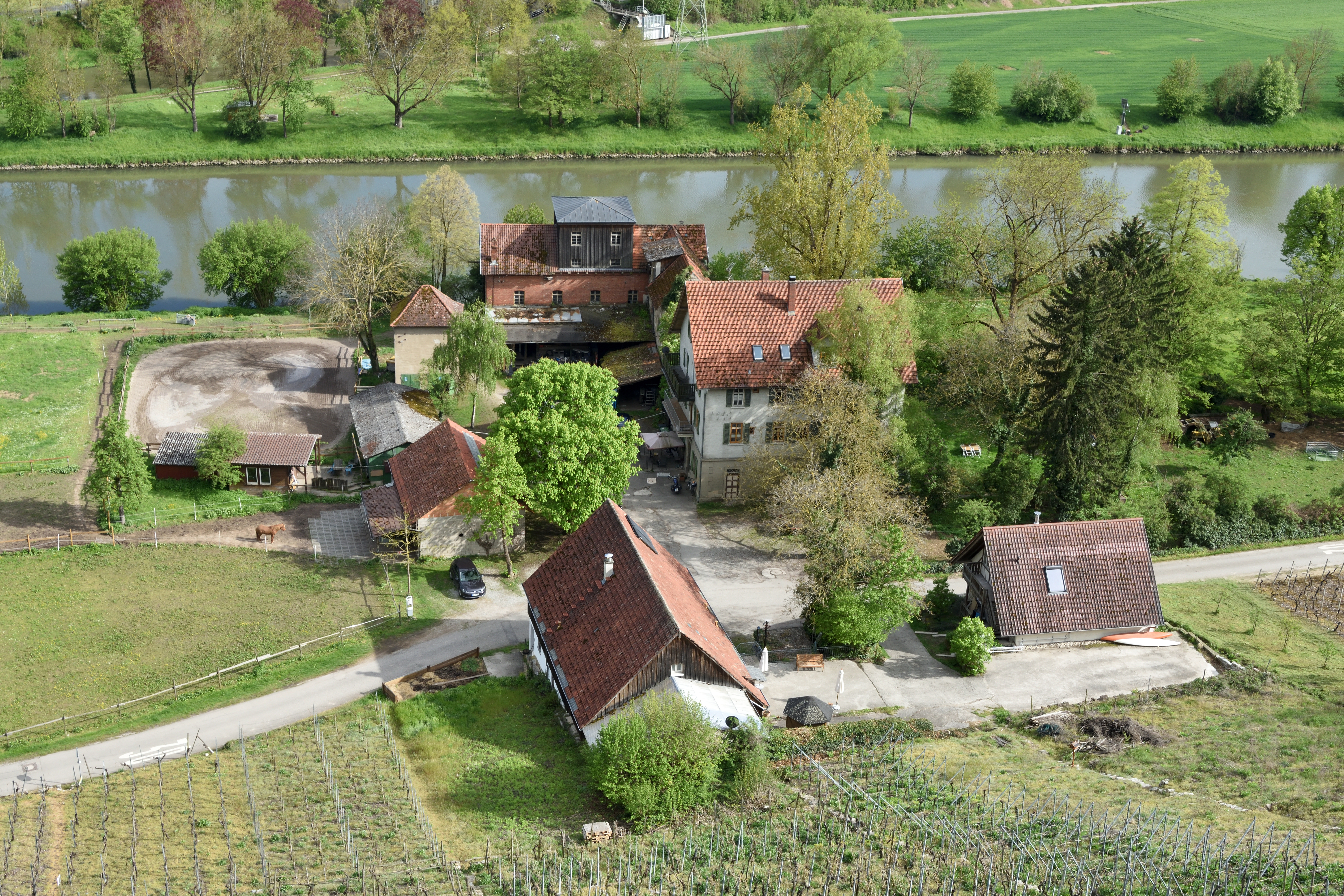
Die Kleiningersheimer Mühle
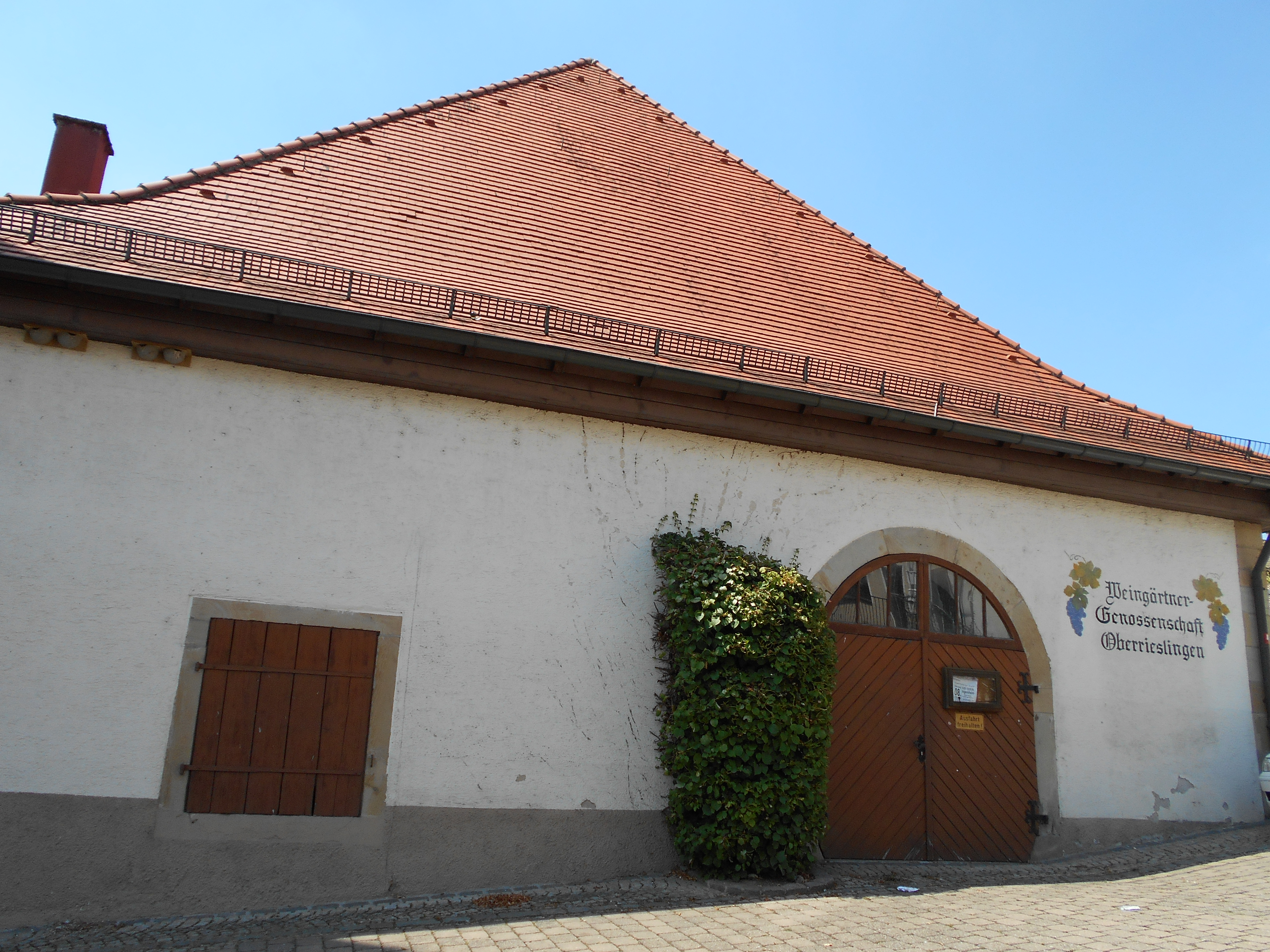
Kelter Kleiningersheim mit der Beschriftung "Oberrieslingen" aus der SWR-Serie "Die Kirche bleibt im Dorf"

### Steinkreuze
Am Nördlichen Ende des Brandholzes befand sich bis 1968 ein aus Schilfsandstein gehauenes Kreuz. Das bereits im Jahre 1574 urkundlich erwähnte Denkmal heißt wie die nordwärts angrenzende Flur „Pfaffenkreuz“. Auf der Schauseite konnten im Jahre 1912 noch die Buchstaben „PG“ entziffert werden. Ein Geistlicher soll eine Untat vollbracht haben und wurde daraufhin an dieser Stelle gerichtet. Das gestohlene Kreuz wurde durch eine Nachbildung ersetzt.

Im Salenwald nördlich von Kleiningersheim, steht mitten im Wald ein Kreuz aus Sandstein. Der westliche Arm ist abgeschlagen und wurde erneuert. Das Kreuz zeigt auf der Schauseite einen Spinnrocken. In die Oberseite ist ein Kreuz eingeschlagen. Der umliegende Wald heißt wie das Kreuz „Spinnerinstein“. Eine Frau aus Kleiningersheim, die nach Hessigheim in die Lichtkarz ging, verspätete sich durch eine angeregte Unterhaltung. Die anderen machten sie darauf aufmerksam, dass sie nicht mehr vor Mitternacht – so wie dies üblich war – zu Hause sein könne. Die Frau gab zur Antwort: „Der Böse soll mich holen, wenn ich nicht vor Mitternacht aus dem Walde bin!“ Der Frau reichte es nicht. Sie soll dort, wo heute das Kreuz steht, vom Teufel geholt worden sein.

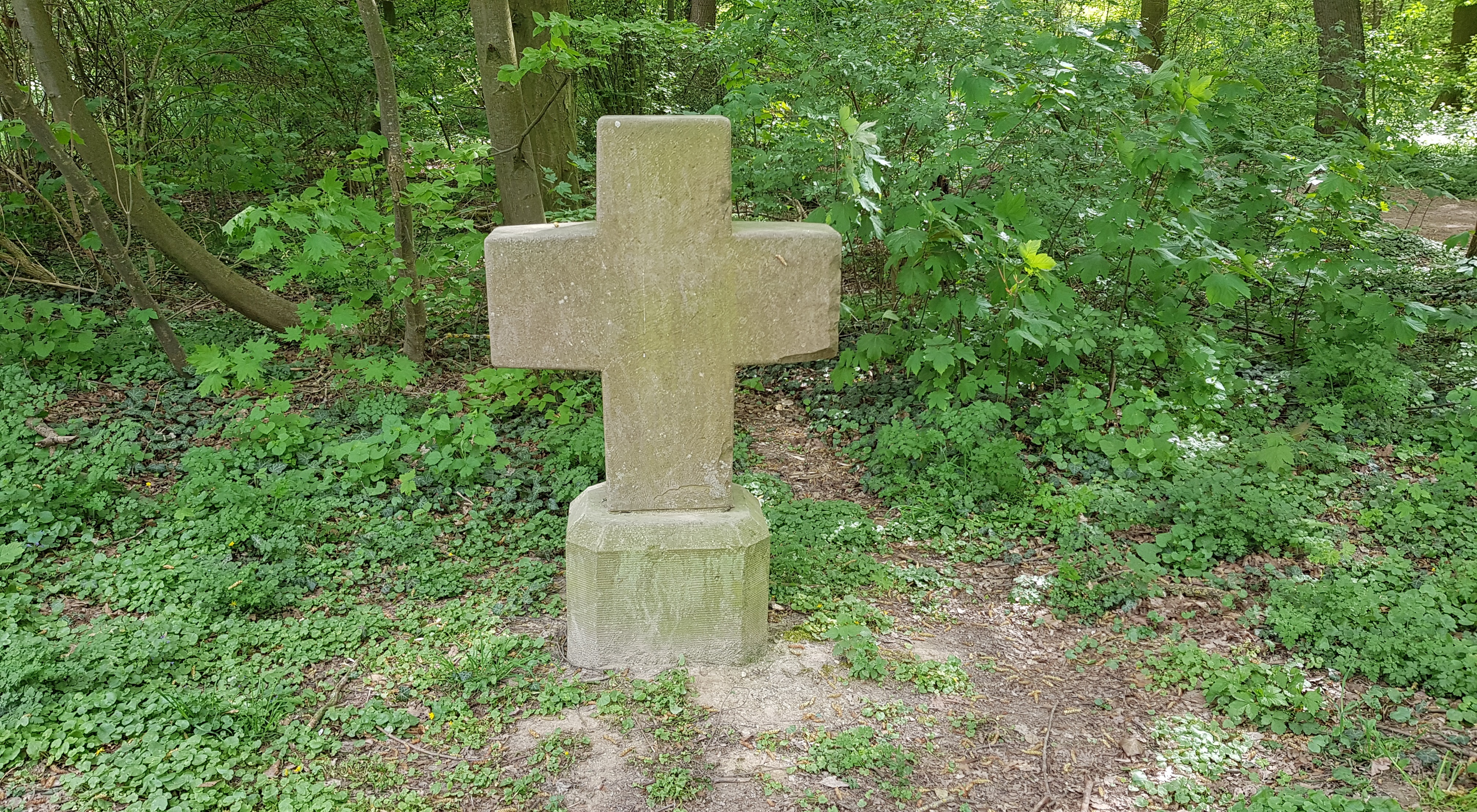
Pfaffenkreuz am Brandholz
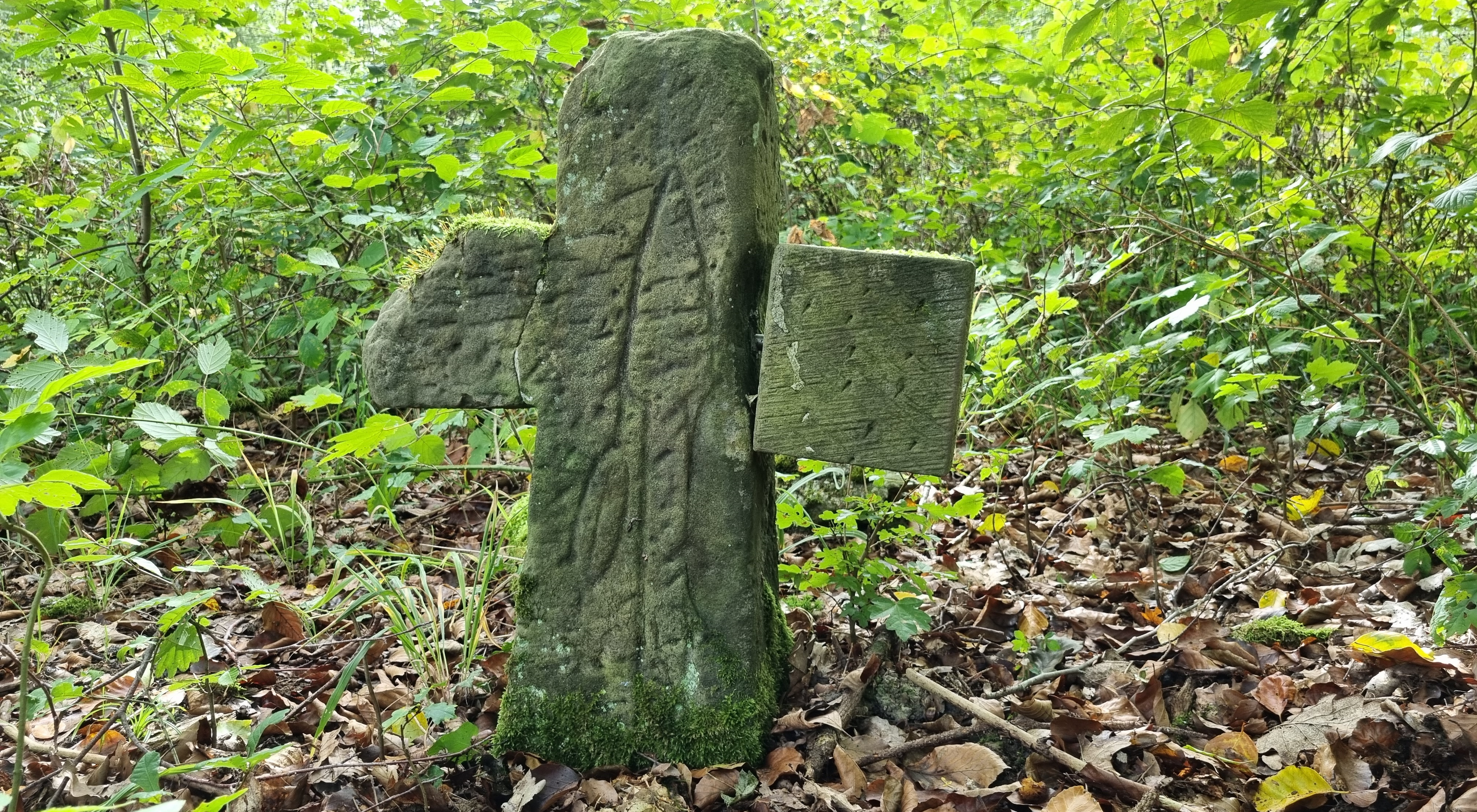
Spinnerinstein im Salenwald

### Naturdenkmäler
Das Neckarufer im Ingersheimer Wiesental gehört zum 37,2 Hektar großen Naturschutzgebiet Altneckar, einem der letzten naturnahen Flussabschnitte des Neckar im Regierungsbezirk Stuttgart.
Das Naturschutzgebiet Unteres Tal/Haldenrain hat eine Größe von 18,5 Hektar. Es umfasst das Feuchtgebiet im Gewann Unteres Tal und den bewaldeten Steilhang Haldenrain.
Die Nass- und Feuchtwiesen im Oberen Tal haben eine Größe von 17,8 Hektar und dienen als Rastplatz und Winterquartier für viele seltene Vogelarten. Unter Schutz stehen auch die Auwälder mit Erle, Esche, Weide sowie feuchte Hochstaudenfluren.

## Infrastruktur

### Verkehr
Ingersheim ist mit dem Auto über die Ausfahrt Pleidelsheim an der A 81 und weiter über die L 1125 erreichbar. Die nächstgelegenen Bahnhöfe sind Bietigheim-Bissingen und Freiberg(Neckar). Dort besteht Anschluss an das S-Bahn-System der Landeshauptstadt Stuttgart. Eine ÖPNV-Anbindung per Bus besteht u. a. nach Pleidelsheim, Bietigheim-Bissingen und Freiberg am Neckar.
Durch Großingersheim verläuft der Neckartal-Radweg, der als Fernradweg von Villingen-Schwenningen nach Mannheim führt. Er verläuft dabei von Freiberg am Neckar nach Großingersheim und weiter über Pleidelsheim, Mundelsheim und Hessigheim nach Besigheim.
Der Stromberg-Murrtal-Radweg verläuft ebenfalls durch Großingersheim. Er führt von Karlsruhe nach Gaildorf und verbindet damit den Rheinradweg mit dem Kocher-Jagst-Radweg. Er verläuft dabei von Bietigheim-Bissingen nach Großingersheim und weiter gemeinsam mit dem Neckartal-Radweg über Freiberg nach Marbach am Neckar. 

### Öffentliche und Soziale Einrichtungen
Mit der Schillerschule verfügt Ingersheim über eine eigene Grundschule. Außerdem gibt es vier Kindergärten in Großingersheim und einen in Kleiningersheim. Weiterführende Schulen gibt es in Freiberg am Neckar und in Bietigheim-Bissingen. Mit dem Pflegeheim Karl-Ehmer-Stift verfügt die Gemeinde Ingersheim über eine Dauerpflegeeinrichtung, die stationäre Pflege- und Kurzzeitpflegeplätze unter einem Dach vereint. Hinzu kommen mit dem Haus am Schöllbach und der Residenz Ingersheim betreute Seniorenwohnungen. Die Ortsbücherei befindet sich im Altbau der Schillerschule.

### Ver- und Entsorgung
Das Stromnetz im Ortsteil Großingersheim wird von der EnBW Regional AG betrieben, im Ortsteil Kleiningersheim von der Syna GmbH.
Eine Gasversorgung besteht nur in Großingersheim, betrieben durch die Syna GmbH.
Zur Trinkwasserversorgung fördert die Gemeinde Ingersheim Grundwasser aus eigenen Brunnen (Epple- und Talbrunnen) und pumpt es über eine Druckleitung zum Hochbehälter Weiden. Dort wird es im Verhältnis 1/3 Eigenwasser mit 2/3 Fremdwasser von der Bodensee-Wasserversorgung gemischt.
Das Abwasser der Gemeinde Ingersheim wird über eine 4,6 km lange Druckleitung zur Kläranlage Bietigheim-Bissingen gepumpt und dort gereinigt.
Die Abfallentsorgung wird von der Abfallverwertungsgesellschaft des Landkreises Ludwigsburg mbH (AVL) übernommen, einer 100%igen Tochtergesellschaft des Landkreises Ludwigsburg. Die AVL ist beauftragt, die Aufgaben zur Vermeidung, Verwertung und Beseitigung von Abfällen im Auftrag des Landkreises Ludwigsburg zu erfüllen.

### Rohrfernleitungen
Auf der Gemarkung der Gemeinde Ingersheim verlaufen die Transalpine Ölleitung TAL und die Ethylen-Pipeline Süd EPS.

## Wirtschaft

### Allgemeines
Ingersheim verfügt über zwei Gewerbegebiete mit kleineren Handwerks- und Industriebetrieben (Gröninger Weg und Talstraße). Der Ort ist aber auch noch landwirtschaftlich geprägt (Getreide, Mais, Zuckerrüben, Obstbau) und ein traditionsreicher Weinort, vom Schlossberg, über den rebflurbereinigten Wurmberg, bis hin zum Kallenberg Richtung Hessigheim sind die Anbaugebiete über das gesamte Gemarkungsgebiet verstreut. Die meisten Winzer sind Mitglieder bei der Felsengartenkellerei Besigheim eG, die den Sitz ihrer Kellerei in der Nachbarkommune Hessigheim hat.
Es gibt eine Filiale der VR-Bank Ludwigsburg sowie eine Filiale der Kreissparkasse Ludwigsburg. Die Postfiliale befindet sich im örtlichen Schreibwarenladen.

### Ansässige Unternehmen
Die ACPS Automotive GmbH (ein Unternehmen der TowerBrook Capital Partners L.P.), ist Markt- und Technologieführer für Anhängevorrichtungen von PKWs, SUVs und Kleintransportern.
Die Bofrost Dienstleistungs GmbH und Co. KG, ist ein Europaweiter Direktvertreiber von Tiefkühlkost und Speiseeis.
Die Gebrüder Lotter KG, ist ein Großhandelsunternehmen mit Schwerpunkt auf den Stahlhandel.
Die PPG Deutschland Business Support GmbH, ist einer der weltweiten Technologieführer für hochwertige Autolacke für das Lackieren und die Reparaturlackierung von LKW und PKW.
Die RCR Flooring Products GmbH (ein Unternehmen der Serafin GmbH), ist ein Spezialist für die Entwicklung und Herstellung von Industrieböden.
Die Riwal Deutschland GmbH, ist einer der größten Spezialanbieter im Bereich der Höhenzugangstechnik.
Die TRACTA Textilvertriebs GmbH, ist ein Großflächiges Outletgeschäft der Marke OLYMP, deren Firmensitz im benachbarten Bietigheim liegt und weiterer bekannter Marken.
Die WAGNER Deutschland GmbH, ist technologischer Weltmarktführer für Brandfrüherkennung und Brandvermeidung.

### Windkraftanlage

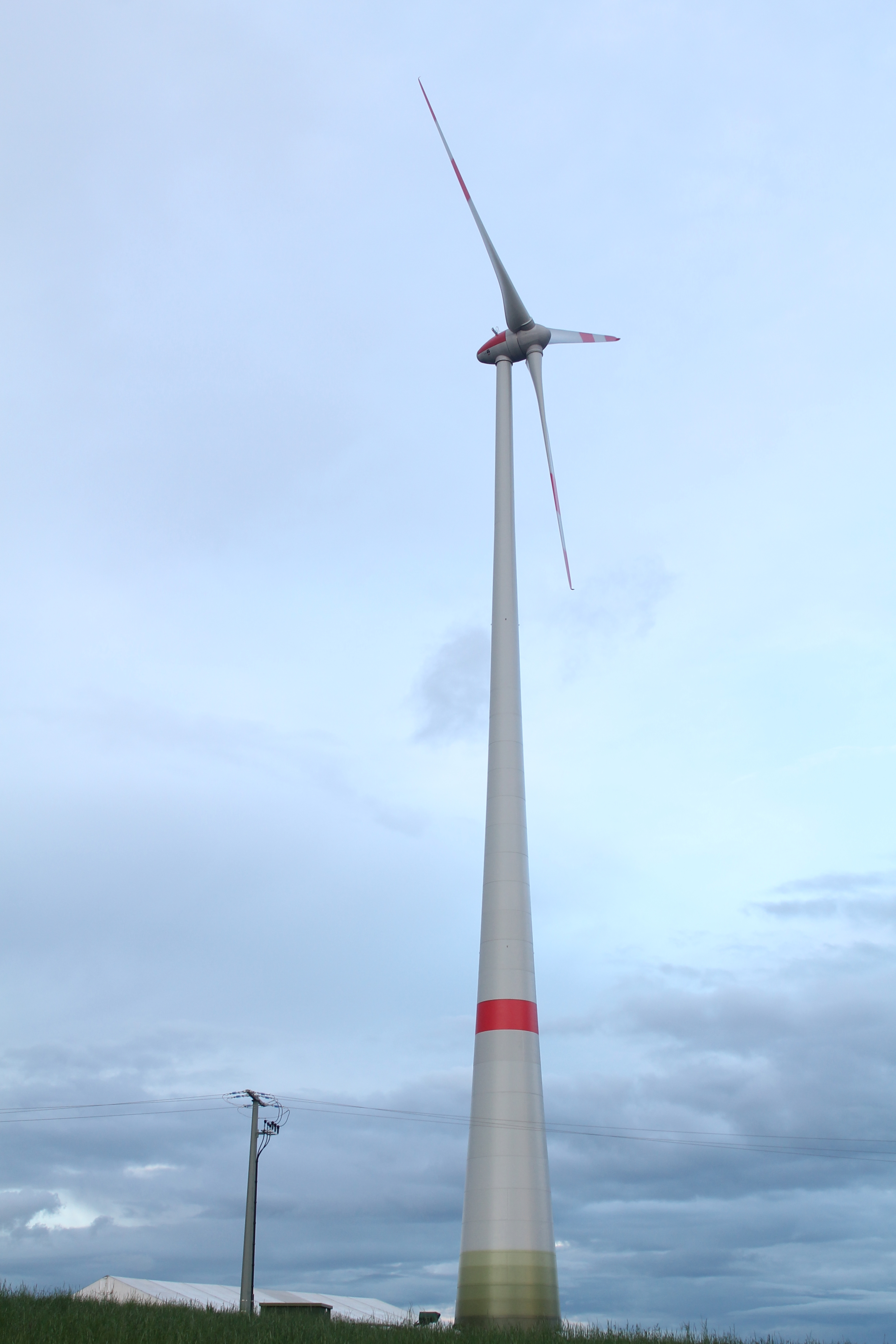
Windkraftanlage Ingersheim im Mai

Bis April 2012 wurde auf der Anhöhe oberhalb von Ingersheim eine Windkraftanlage errichtet. Die Anlage befindet sich unweit der L 1113 (Besigheimer Straße), rund einen Kilometer nördlich des Ingersheimer Ortsteils Groß-Ingersheim, 1,5 km westlich von Klein-Ingersheim und 500 m südlich des Besigheimer Sprengsels Husarenhof (Geographische Koordinaten: 48° 58′ 28″ N, 9° 10′ 18″ O). Der Sockel gründet auf rund 300 m ü. NHN.
Finanziert und betrieben wird sie von der Energiegenossenschaft Ingersheim. Die Energiegenossenschaft hat nach eigenen Angaben mehr als 360 Mitglieder. Diese beteiligen sich jeweils mit einem Anteil ab 2500 €. Die Mitglieder kommen zu mehr als 75 % aus Ingersheim und anderen in der näheren Umgebung gelegenen Gemeinden.
Technische Daten
Die Anlage vom Typ Enercon E-82, mit 138,6 m Nabenhöhe und einer Gesamthöhe von 179,6 m, verfügt über eine elektrische Leistung von 2 MW. Anlagen dieses Typs zählen zu den derzeit am häufigsten aufgestellten Windkraftanlagen in Deutschland. Die Anlage gründet auf einem Stahlbetonfundament von 19,6 m Durchmesser und 3,45 m Tiefe. Der Hybridturm, der im unteren Bereich aus Stahlbeton-Fertigteilen und im oberen Bereich aus Stahl besteht, hat eine Masse von rund 1650 t. Die Masse des Maschinenhauses beträgt 120,4 t. Die Anlage ist Stand April 2012 das fünfthöchste Bauwerk in der Region Stuttgart, nach den Kaminen des Kraftwerks Altbach, dem Stuttgarter Fernsehturm, dem Fernmeldeturm auf dem Frauenkopf und dem Kamin des Kraftwerks Stuttgart-Münster.
Die Netzeinspeisung erfolgt mittels eines ebenfalls von Enercon stammenden Wechselrichters, die Übergabestation befindet sich rund 200 m westlich der Windkraftanlage.
Baugeschichte und Baufortschritt
Dem Bau gingen jahrelange Vorüberlegungen, Untersuchungen und kontroverse Auseinandersetzungen voraus. So wurde z. B. in Ingersheim, auf dem Besigheimer Sprengsel Husarenhof und in Besigheim die Bürgerinitiative Gegenwind Husarenhof gebildet, die Widerstand gegen den Bau der Windkraftanlage leistete.
Im Januar 2011 wurde der Bau schließlich vom Ludwigsburger Landrat Rainer Haas genehmigt. Schon vor offiziellem Baubeginn am 17. September 2011 waren die Bauarbeiten in Gange. Am 15. März 2012 war mit der Montage der Flügel der Bau äußerlich abgeschlossen. Am 15. April 2012 wurde die Anlage offiziell in Betrieb genommen; sie lief zu diesem Zeitpunkt noch im Probebetrieb.

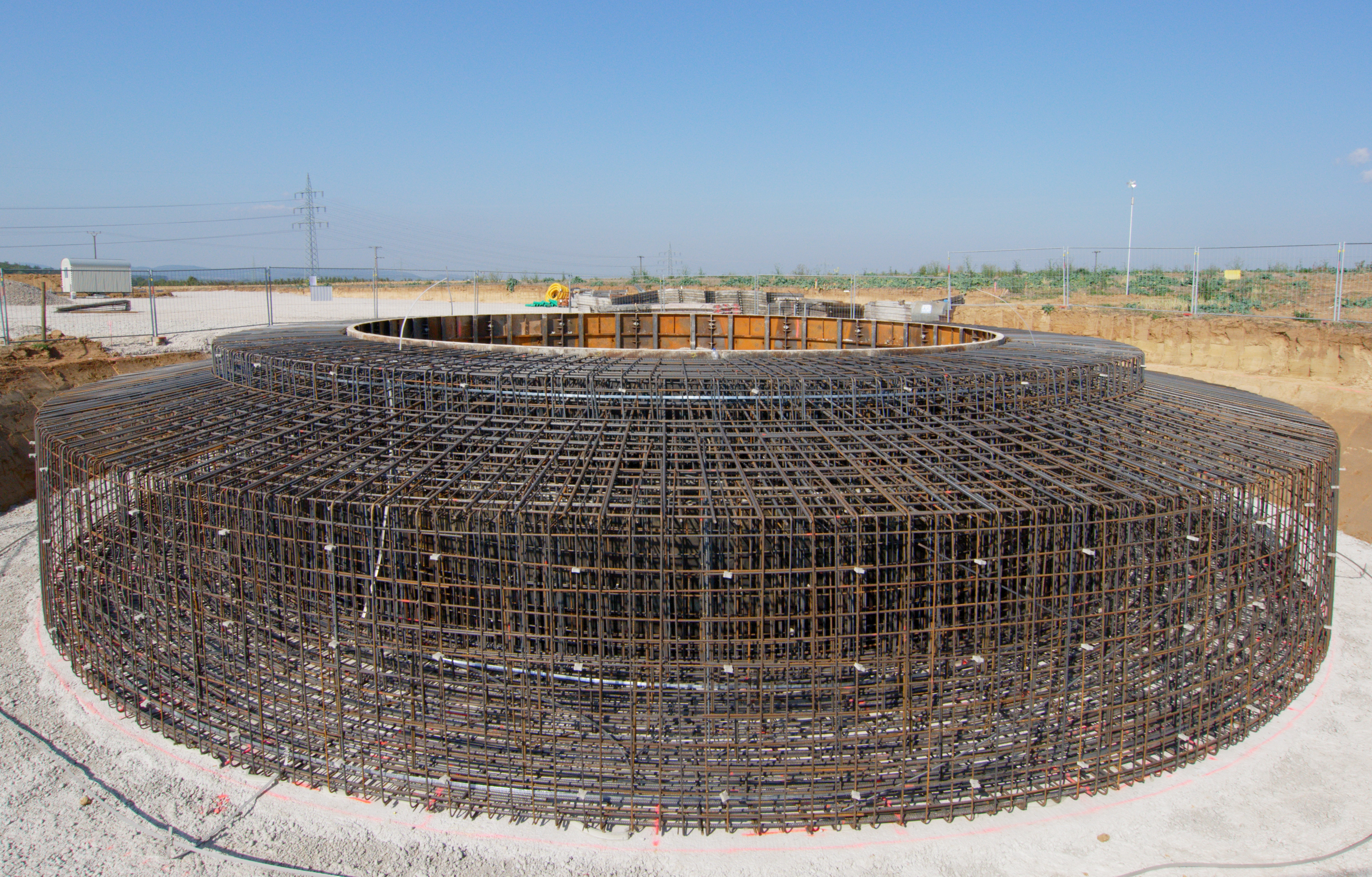
Anfang Oktober 2011: Das Stahlgerüst für das Fundament
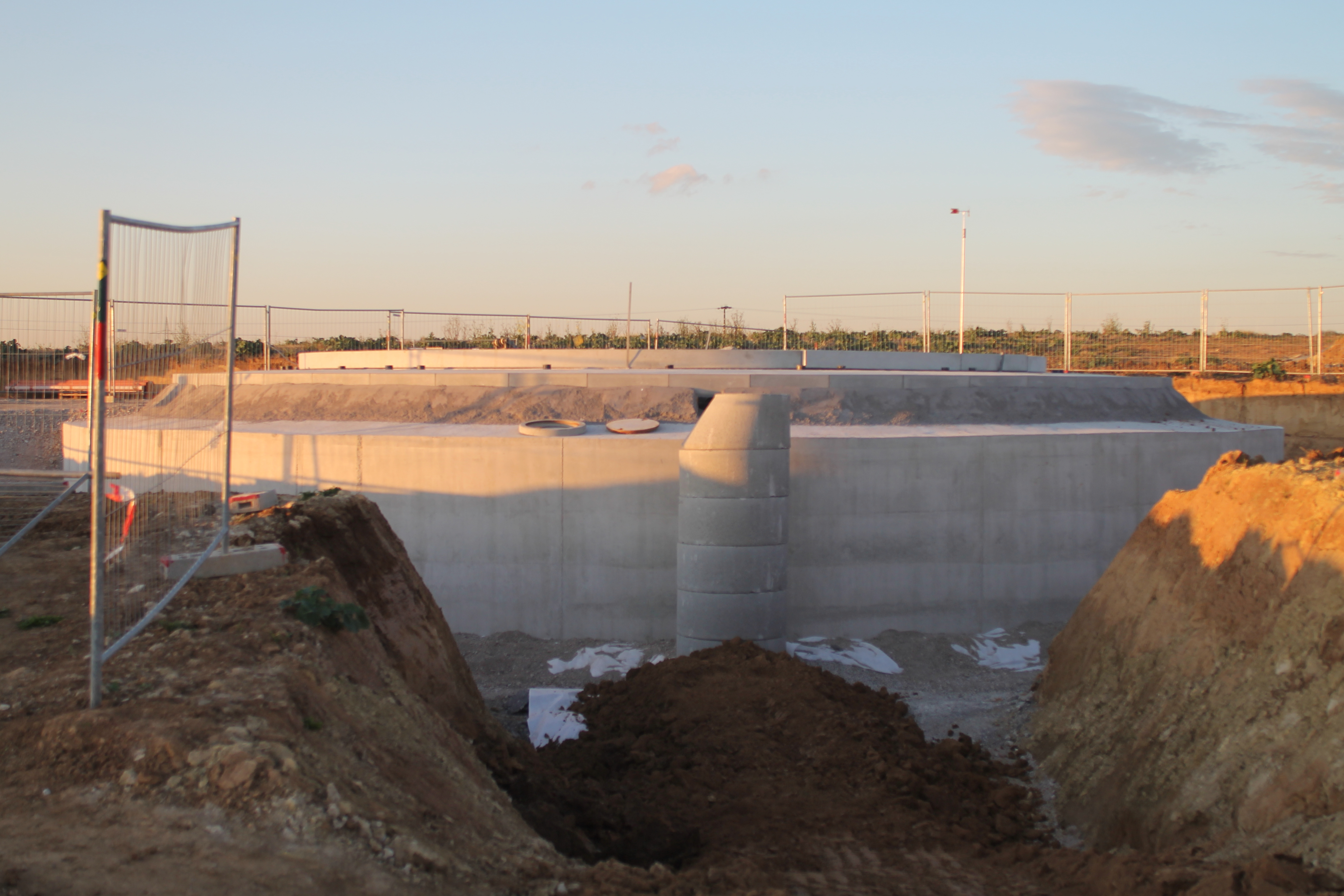
Ende Oktober 2011: Das fertige Fundament
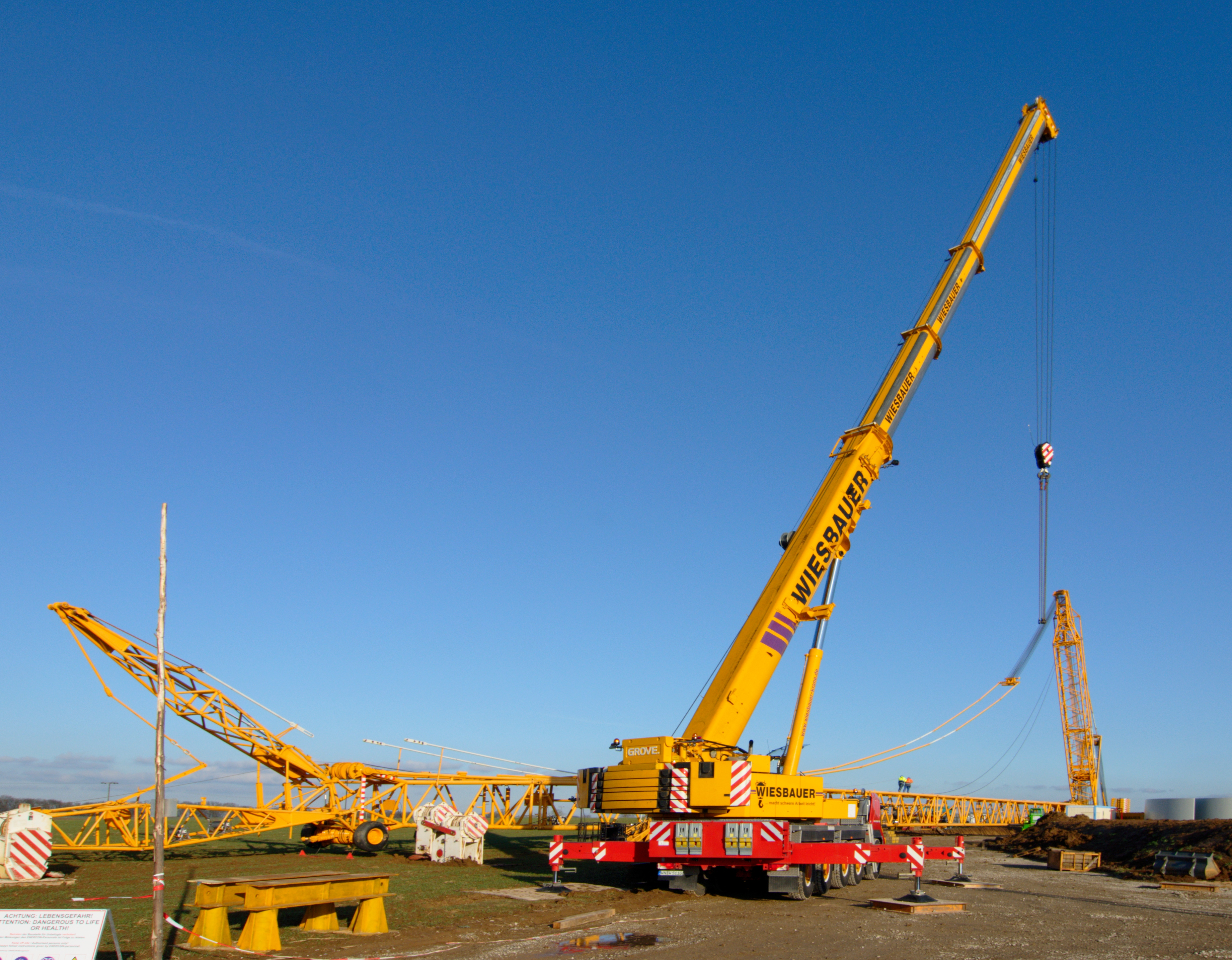
25. Januar 2012: Aufrichten des großen Montagekrans
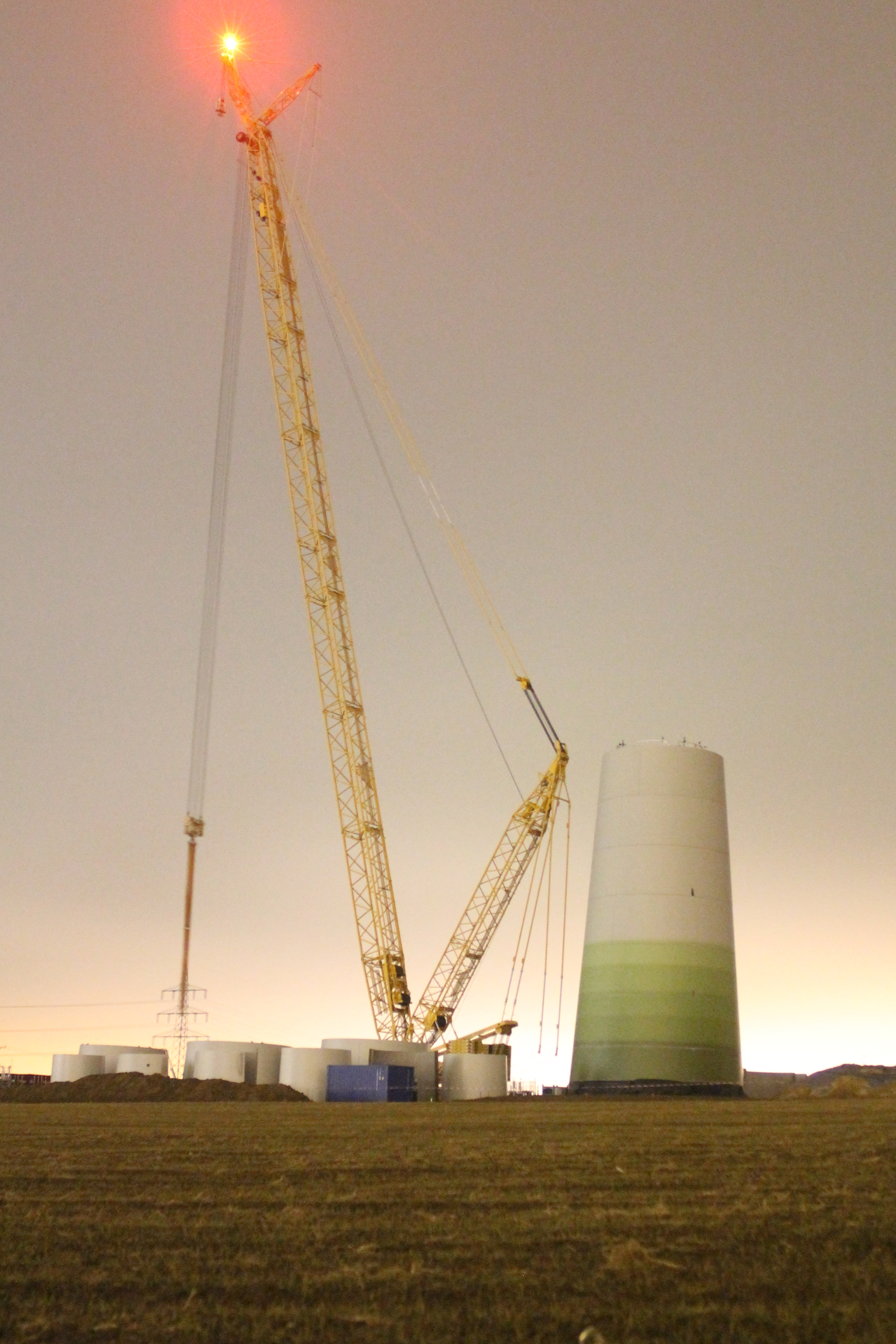
Ende Februar 2012: Montage des Turmschafts
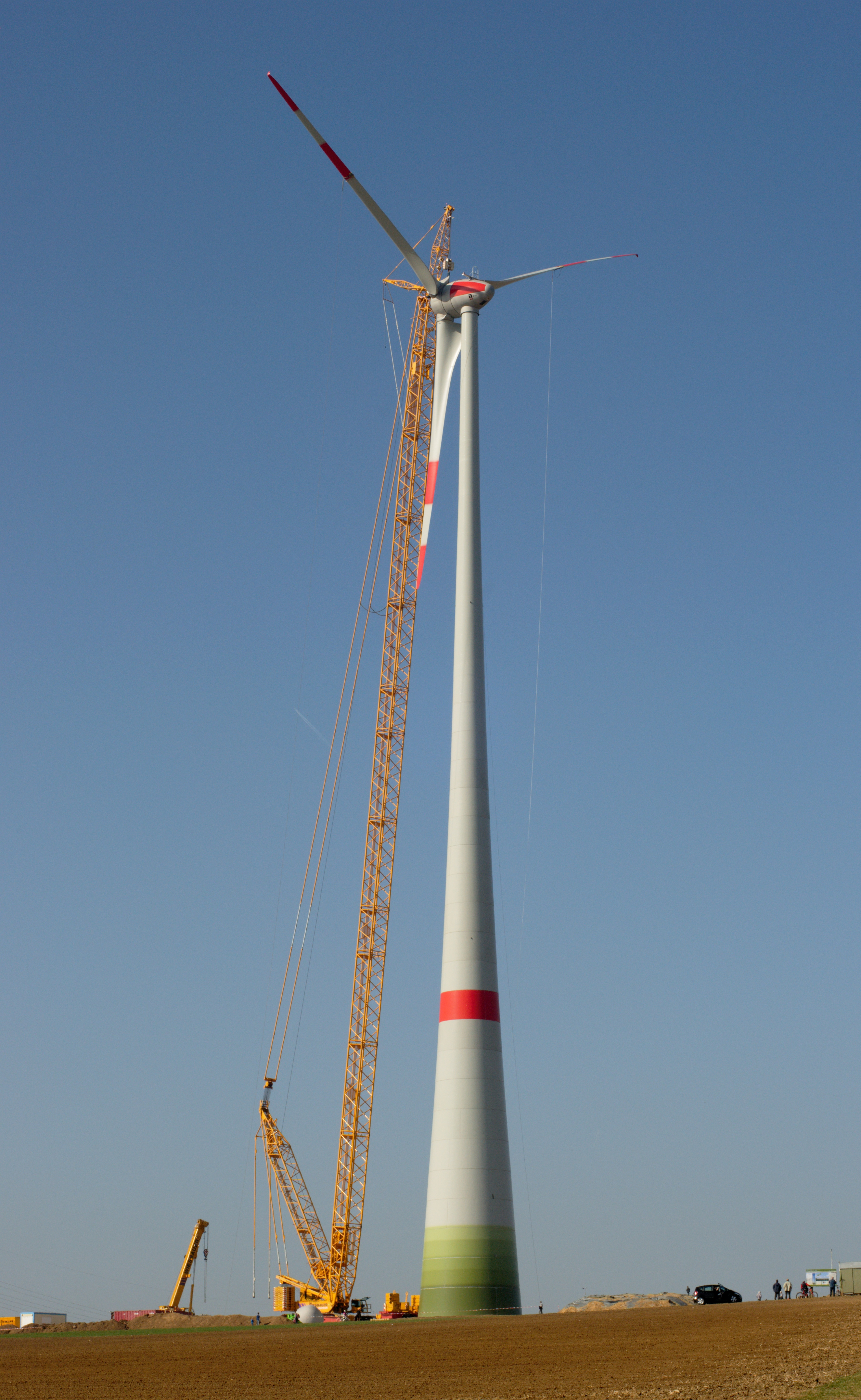
15. März 2012: Die Rotorblätter sind angebracht

Im Jahr 2023 hat das Windrad einen Ertrag von 3,8 Millionen Kilowattstunden erzielt, ist Schuldenfrei und den 362 Mitgliedern kann 4 Prozent Dividende ausbezahlt werden. Nach über zwölf Jahren Betrieb ist das Ingersheimer Windrad noch immer die einzige Anlage dieser Art im Landkreis Ludwigsburg. Sollte die Regionalversammlung beschließen Ingersheim als weiteren Standort aufzunehmen, werde man in die Planung einsteigen. Ein zweites Windrad auf dem Hoher Markstein wäre denkbar, für ein Windkraftwerk mit einer Turmhöhe von 138/160 Metern und einer Leistung von rund drei Megawatt.

## Persönlichkeiten

### Grafen und Herren von Ingersheim
- Graf Burkhard[28] (genannt 950–976)
- Graf Adalbert[29] (genannt 1009)
- Graf Ruotker[30] (genannt 1027)
- Graf Eberhard von Ingersheim (genannt 1037), Öhringer Stiftungsbrief
- Graf Adalbert II (genannt 1075), Hirsauer Formular
- Graf Burkhard von Ingersheim[31] (genannt 1090), Hirsauer Schenkungsbuch
- Graf Adalbert IV (genannt 1105–20), Codex Hirsaugiensis Fol.40a
- Ritter Bertold von Ingersheim[32] (genannt 1134)
- Ritter Adalbert von Ingersheim[33][34][35] (genannt 1147, 1148, 1197)
- Ritter Dietrich von Ingersheim[36] (genannt 1228)
- Ritter Friedrich (Bruder von Rugger) von Ingersheim[37] (genannt 1242)
- Ritter Rugger (gen. Schobelin) von Ingersheim[14] (genannt 1259)
- Ritter Konrad Letscher (gen. der Alte) von Ingersheim[38][39] (genannt 1262, 1273)
- Ritter Hegeningus (gen. Schobelin, Bruder von Konrad v. I.) von Ingersheim[40] (genannt 1279)
- Ritter Konrad von Ingersheim (genannt 1286, 1288)
- Ritter Konrad Letscher (gen. der Junge vml. Sohn von K. Letscher der Alte) und Dietrich von Ingersheim[41] (genannt 1297)

### Ehrenbürger
- 1967, Karl Braun (* 1897 – † 1983), Bürgermeister von 1945 bis 1964, MdL in Baden-Württemberg (SPD)

### Söhne und Töchter der Gemeinde
- Heinrich Bach (* 1812 – † 1870), Offizier, Kartograf und Geologe
- Louis Leitz (* 1846 – † 1918), Erfinder des Leitz-Ordners
- Richard Stein (* 1861 – † 1922), Pfarrer und Historiker, Verfasser der Ortschronik
- Gottlob Ansel († 16. Dezember 1944), Kommandant der Feuerwehr(1923–1944), Opfer der Bombardierung
- Christian Härle (* 1894 – † 1950), Politiker (SPD), Landtagsabgeordneter
- Karl Braun (* 1897 – † 1983), Politiker (SPD), Landtagsabgeordneter
- Karl Ehmer (* 1909 – † 1998), Stifter und Wurstfabrikant in New York
- Hartmut Engler (* 1961), Sänger der Musikgruppe Pur
- Nina Rausch (* 1982), deutsch-US-amerikanische Schauspielerin
- Sarah Hallmann (* 1985), Köchin
- Annika Bruhn (* 1992), deutsche Schwimmerin
- Rebecca Adamczyk (* 2005), deutsche Fußballspielerin

### Persönlichkeiten, die vor Ort gewirkt haben
- Harald Leibrecht (* 1961), Politiker, FDP, von 2002 bis 2013 Mitglied des Bundestages, wohnt in Kleiningersheim
- Joe Crawford geb. Weber (* 1963), Bassist der Musikgruppe Pur